# Tönning
Tönning (dänisch Tønning, nordfriesisch Taning, niederdeutsch Tönn, Tönnen und Tünn) ist eine Kleinstadt im Süden des Kreises Nordfriesland in Schleswig-Holstein. Sie ist ein staatlich anerkannter Luftkurort.

## Geografie

### Geografische Lage

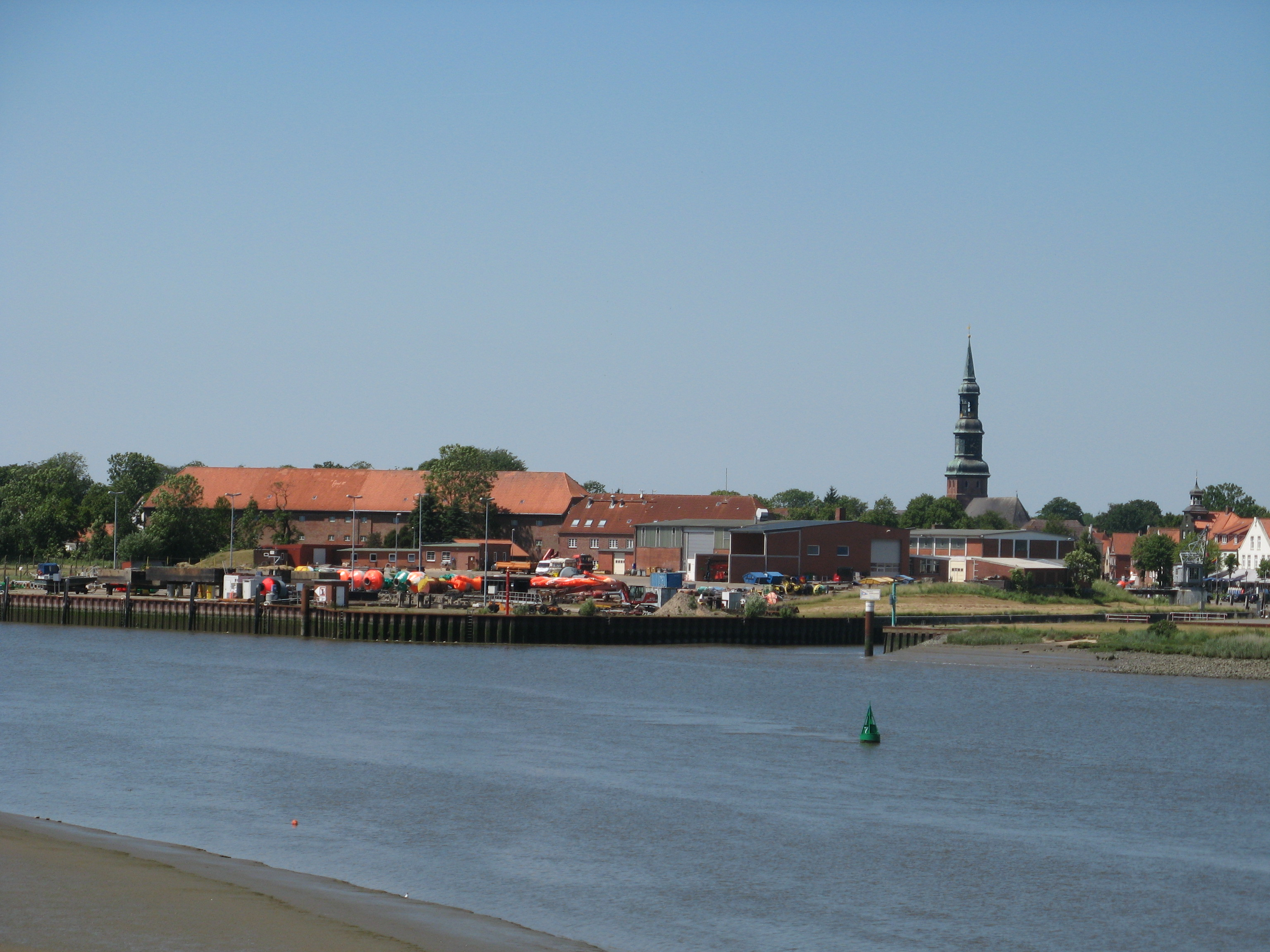
Tönning von der Eider aus

Das Gemeindegebiet der Stadt Tönning erstreckt sich am nördlichen Ufer der Eider im Landschaftsbereich des Naturraums Eiderstedter Marsch (Haupteinheit Nr. 683), eines Teilgebietes der schleswig-holsteinischen Marschen. Südlich des Ortes weitet sich der Flusslauf in den trichterförmigen Mündungsbereich des sogenannten Purrenstroms.

### Ortsteile
Zu Tönning gehören die Ortsteile Kating, Katingsiel, Olversum und Groß Olversum.

### Nachbargemeinden
Das Stadtgebiet wird von folgenden Gemeindegebieten eingefasst:
| Katharinenheerd  | Kotzenbüll                                            | Oldenswort |
| Welt, Vollerwiek | Kompassrose, die auf Nachbargemeinden zeigt           |            |
|                  | Karolinenkoog, Wesselburenerkoog (Kreis Dithmarschen) |            |

### Geologie
Das Gemeindegebiet wird dem Landschaftsbereich der Schleswig-Holsteinischen Marschen des Großraums Norddeutsches Tiefland zugeordnet und bildet dort einen Teilbereich der in seinem Ursprung kleinräumigeren Halbinsel Eiderstedt (historisch in dänischer Sprache auch Thynning genannt). Dieses Gebiet wurde bereits im 12. Jahrhundert erstmals mit einem 1,5 Meter hohen Sommerdeich umgeben. Dieser Bereich wird heute entsprechend seinem Alter zumeist als Kleimarsch klassifiziert.
Im Nachgang der Abdämmung des Eiderästuars mit dem Bau des Eidersperrwerks wurden Teile der zuvor nördlich am Purrenstrom angrenzenden Vorland- und Wattflächen des sogenannten Katinger Watts eingedeicht und ebenfalls dem Gemeindegebiet von Tönning zugeschlagen. Weite Bereiche unter ihnen sind heute als Naturschutzflächen ein Natura-2000-Schutzgebiet und von weitergehenden wirtschaftlichen Eingriffen ausgenommen. Im Katinger Watt befindet sich ein 495 Hektar großer Wald, das einzige größere Waldgebiet dieses Landschaftsbereichs in Schleswig-Holstein.
Im Jahr 1974 erfolgte eine neuerliche Vergrößerung des Gemeindegebiets durch die Eingemeindung von Kating, Katingsiel, Olversum und Groß-Olversum. Diese Gemeindebereiche sind ebenfalls Teil des zuvor genannten Ursprunggebiets der Eiderstedter Halbinsel.

## Geschichte

### Frühe Jahre: Tönning und Eiderstedt

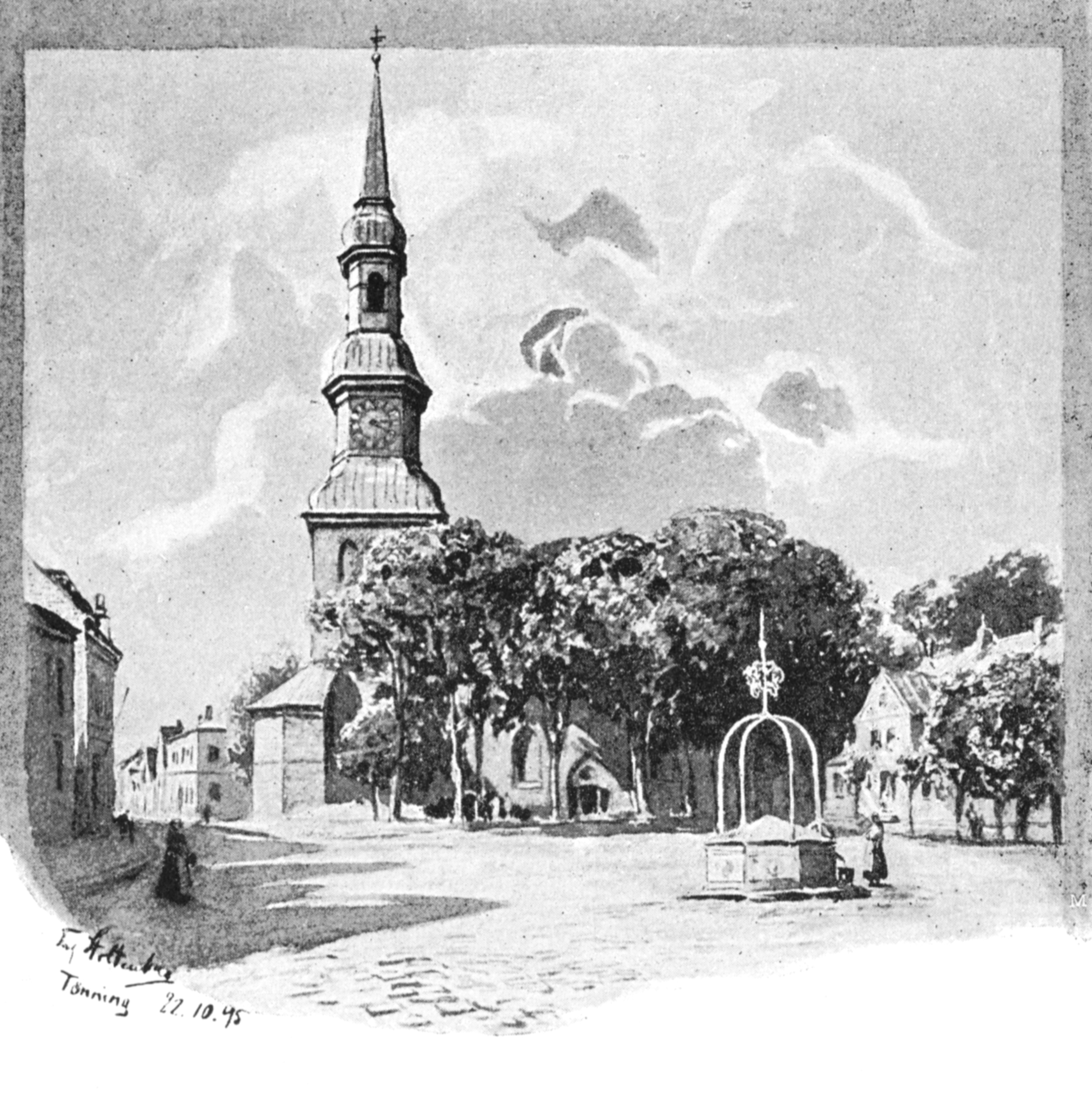
Der Marktplatz mit St. Laurentius um 1895

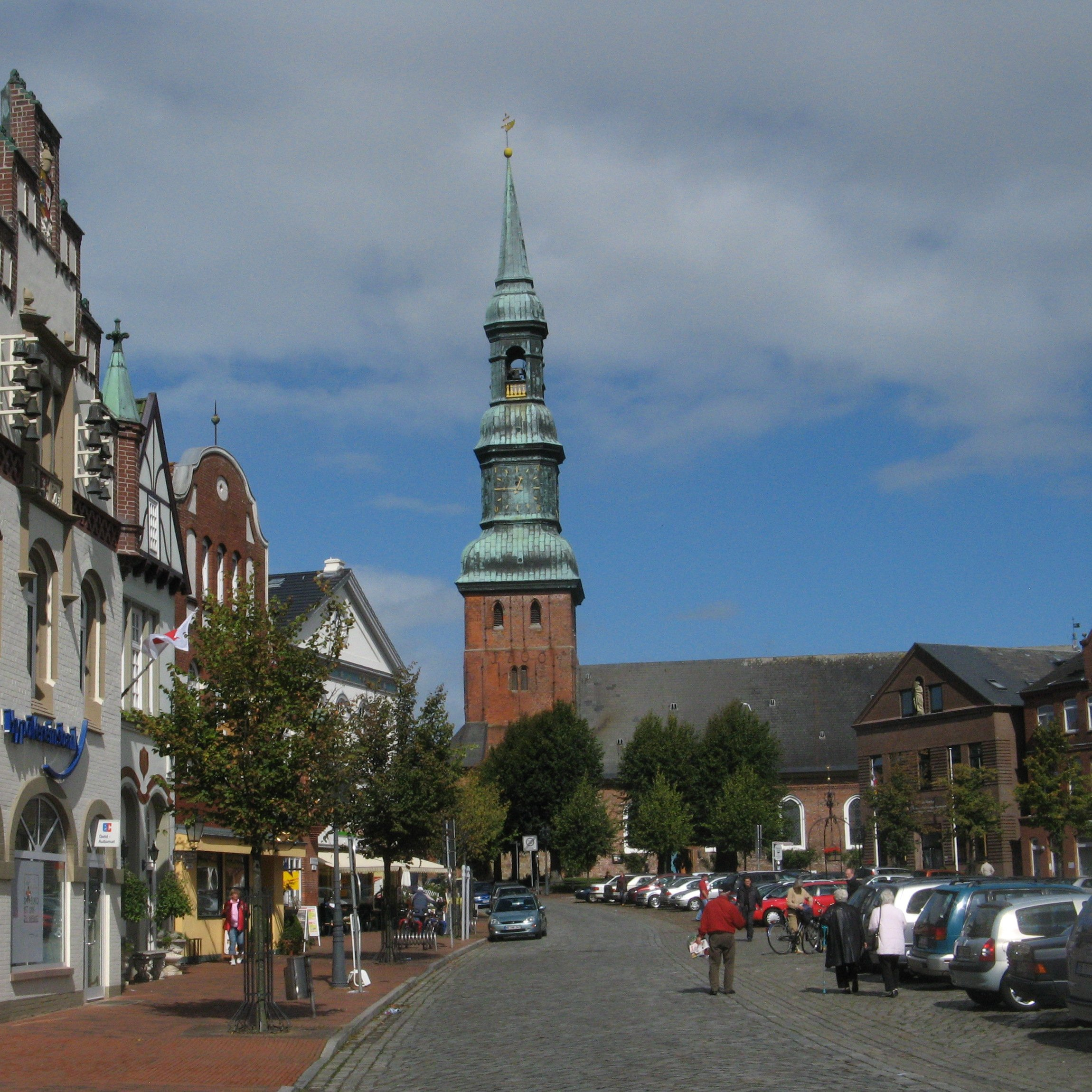
St. Laurentius und der Markt

Die Tönningharde (Tunnighen haeret, vgl. Harde) wurde erstmals 1187 erwähnt. Sie war Teil der Uthlande. Bereits 1186 wurde die künftige St.-Laurentius-Kirche gegründet. Bischof Waldemar forderte in diesem Jahr von dem Ort die an die Kirche zu leistenden Zehnten. 1414 brannten die Dithmarscher Tönning nieder.

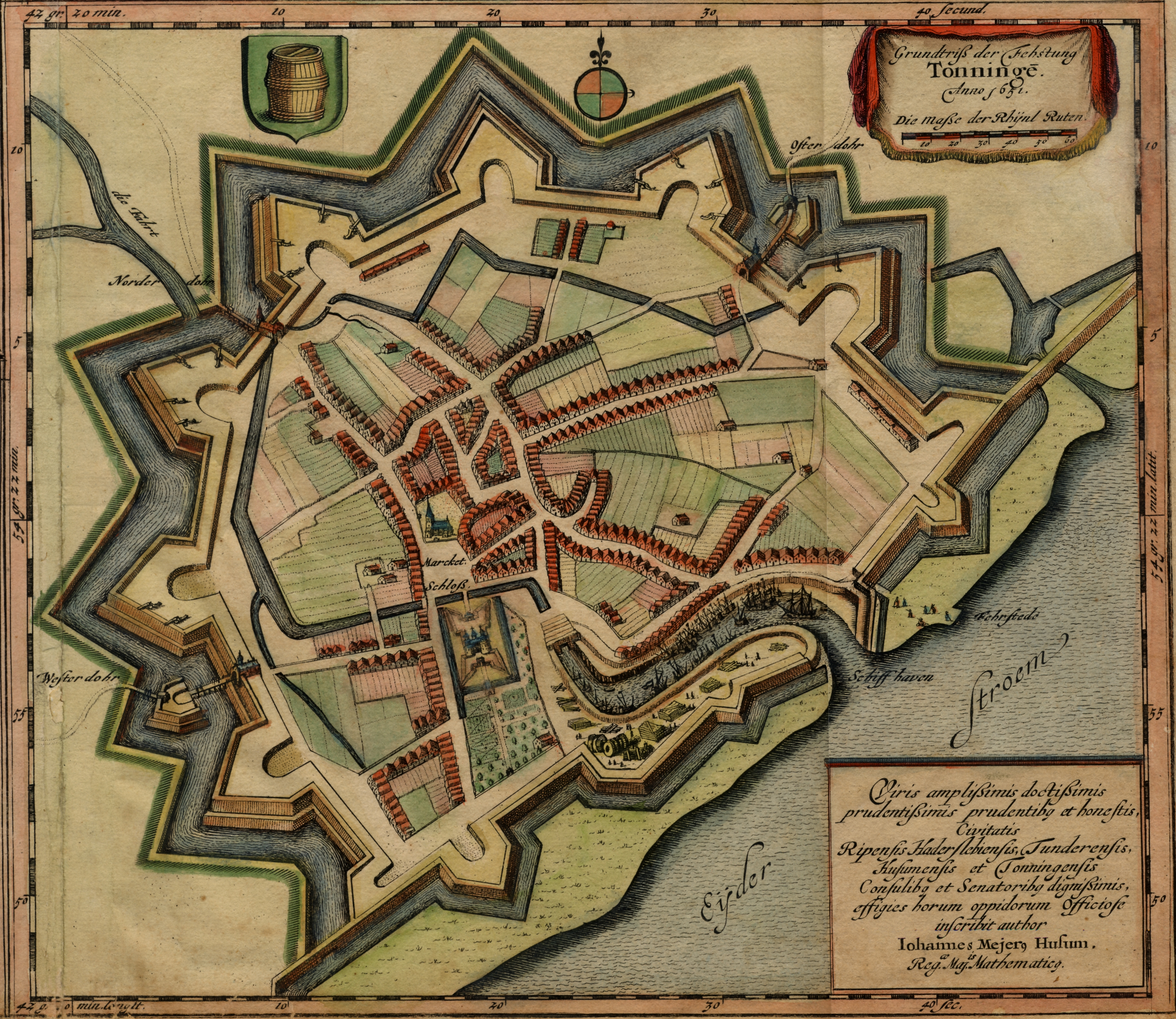
„Grundtriß der Fehstung Tonninge. Anno 1651“

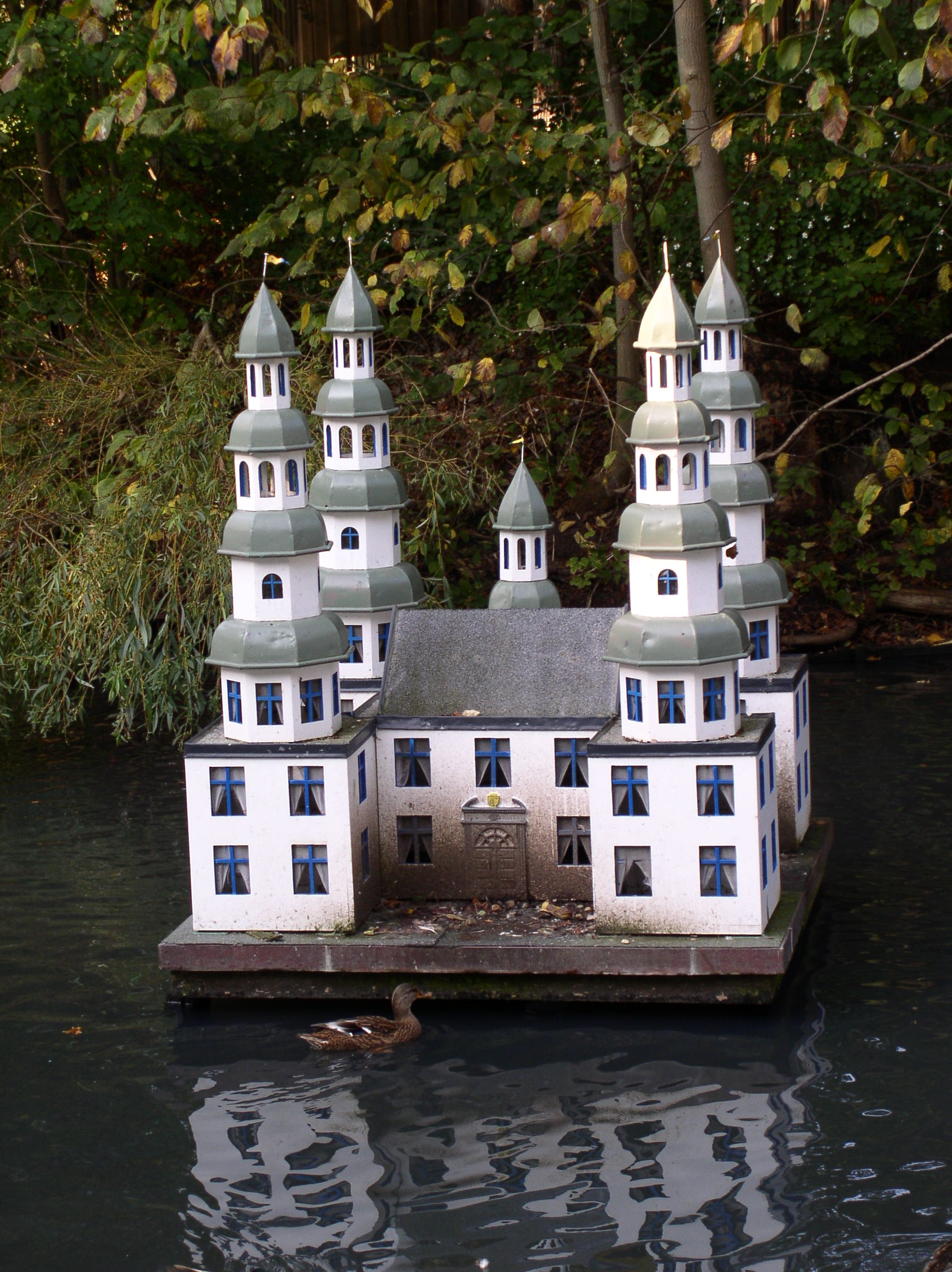
Nachbildung des Schlosses im Schlosspark

In den Jahren 1580 bis 1583 entstand unter Herzog Adolf von Schleswig-Holstein-Gottorf das Tönninger Schloss. Adolf war erster Herzog des neu gegründeten Herzogtums Schleswig-Holstein-Gottorf; im Rahmen dessen baute er das Schloss vor Husum und etwas später das Tönninger Schloss.
Tönnings Blüte als Stadt begann, als Einwanderer aus den Niederlanden für einen starken wirtschaftlichen Aufschwung in den Dreilanden sorgten. Sie führten vor allem die Käseproduktion im großen Stil ein; Tönning wurde wichtigster Ausfuhrhafen. Im Rekordjahr 1610 gingen drei Millionen Pfund Käse durch den Tönninger Hafen. Im Schnitt der Jahre 1607 bis 1624 waren es 2,7 Millionen Pfund jährlich.
Die Kleinstadt Tönning (Stadtrecht seit 1590) war Gerichtsort für den Ostteil Eiderstedts; ab 1630 tagte hier auch die Eiderstedter Landesversammlung. Herzog Adolf von Schleswig-Holstein-Gottorf baute die Verkehrswege aus. Während Tönning aus dem Hinterland vorher nur über Kleiwege erreichbar war, die bei Nässe unpassierbar wurden, baute er kleinere Kanäle nach Garding (Süderbootfahrt von Garding nach Katingsiel mit Abzweig nach Tönning) und nach Tetenbüll (Norderbootfahrt), während gleichzeitig bessere Entwässerungstechniken in der Gegend die Erträge der Landwirtschaft verbesserten. Im 17. Jahrhundert passierten jährlich 60.000 Pfund Weizen den Hafen; dazu kamen größere Mengen lebender Tiere, Fleisch und Wolle.
Der Hafen wurde 1613 in seiner heutigen Form gegraben. Er bot einen Anlegeplatz für die Schiffe, die Eiderstedts landwirtschaftliche Produkte nach ganz Westeuropa brachten.

### 1634–1714: Festung der Schleswig-Holstein-Gottorfer
Nach den Erfahrungen des Dreißigjährigen Krieges zog der Gottorfer Herzog Friedrich III., noch während der Krieg andauerte, nach Tönning und begann die Stadt zur Festung auszubauen. Unter Aufwendung von 30 Tonnen Gold wurden regelmäßige Bastionen sowie mehrere „bombensichere“ Gewölbe erbaut und die Festung mit drei Toren, dem Oster-, Norder- und Westertor, versehen. Im Süden bildete der Eiderstrom sowohl Tor als auch Abwehr. Zusammen mit der Rödemiser Schanze im Norden, Tielener, Sorgen- und Holmer Schanze im Osten sowie der südlich gelegenen Hamhus entstand so eine umfangreiche Festungsanlage. Sowohl das Herzogtum als auch die Bewohner Eiderstedts und der verbündete schwedische König bezahlten den Bau der Festung. Der eigentliche Sitz der Gottorfer in Gottorf lag entlang des großen Heerwegs durch Schleswig-Holstein und war so bei jeder kriegerischen Auseinandersetzung stark gefährdet. Erste Planungen, eine Ausweichresidenz auf der Insel Strand zu bauen, zerschlugen sich, als diese bei der Zweiten Groten Mandränke im Meer versank. Die Burchardiflut 1634 zerstörte 15 Gebäude und kostete 34 Menschenleben. Aber schon 1644 hatte sich die Stadt erholt. Tönning war von 1644 bis 1675 und erneut von 1692 bis 1714 Festungsstadt.
Die dänischen Truppen von König Friedrich III. belagerten die Festung 1659 im Rahmen eines weiteren Krieges mit den Gottorfern, konnten sie aber nicht erobern. 1675 gelang es dem König allerdings, den Gottorfer Herzog und Sohn Friedrichs Christian Albrecht zeitweise aus seinem Herzogtum zu vertreiben und Herrscher von Schleswig und Holstein zu werden. Im selben Jahr schleifte er die Festung.
Nachdem Christian Albrecht mit Hilfe des deutschen Kaisers und europäischer Verbündeter wieder sein Herzogtum zurückerhalten hatte, baute er die Festung 1692 wieder auf. Er ließ die Zahl der Bastionen von ursprünglich neun auf elf erhöhen und verpflichtete erfahrene schwedische Festungsbauer unter der Leitung von Zacharias Wolf, der danach auch Festungskommandant wurde. Er baute 1709/10 das Zeughaus.
Im Großen Nordischen Krieg zwischen Schweden und Gottorf auf der einen und Dänemark, Russland, Polen und Sachsen auf der anderen Seite spielten sich die entscheidenden Schlachten im Gottorfer Raum in Tönning ab. 1700 marschierte der dänische König Friedrich IV. mit 14.000 Mann im Herzogtum Holstein-Gottorf ein. Am 22. April 1700 wurde die Festung Tönning eingeschlossen und belagert. Sie wurde in dieser Zeit von mehreren Tausend Artilleriegeschossen getroffen, die große Verwüstungen anrichteten, konnte aber gehalten werden, bis der Einmarsch der mit den Gottorfern verbündeten Schweden in Holstein sie am 2. Juni 1700 befreite.
In der Folge wurde die Festung durch zusätzliche vorgeschobene Bastionen abermals verstärkt, was mit der verfeinerten Bautechnik den Einfluss des französischen Festungsbaumeisters Vauban sichtbar machte.
Im Februar 1713 nahm Zacharias Wolf die flüchtenden schwedischen Truppen von Magnus Stenbock in der Festung auf, die vor den Truppen der Dänen, Russen und Sachsen Schutz suchten, nachdem sie die Dänen am 20. Dezember 1712 bei der Schlacht bei Gadebusch geschlagen hatten. Zusätzlich zur regulären Besatzung von 1.500 Mann zogen 11.000 Schweden mit 1.000 Pferden und sonstigem Anhang in die Stadt ein. Insgesamt 22.000 Menschen sollen sich zu dieser Zeit auf dem Quadratkilometer der vollkommen unvorbereiteten Festung befunden haben. Da es für so viele Menschen kaum Vorräte gab und schnell Seuchen ausbrachen, kapitulierte Graf Stenbock relativ schnell im Mai 1713 mit dem schwedischen Heer, das die Festung verließ. Die Festung Tönning wurde weiterhin belagert, da sich Dänemark und Gottorf weiterhin im Krieg befanden. Größere Schäden wie bei der ersten Belagerung entstanden aber mangels Artilleriebeschuss diesmal nicht. Erst im Februar 1714 gingen die Vorräte auch für die wesentlich kleinere reguläre Bevölkerungszahl zu Ende, so dass Zacharias Wolf die Festung aufgab. Gottorf war damit militärisch chancenlos gegen den dänischen König. Dieser wurde infolge des Krieges Herzog des gesamten Herzogtums Schleswig und begrenzte den Einfluss der Gottorfer auf die holsteinischen Anteile.
Der dänische König ließ danach die Festung endgültig schleifen und dabei auch das Tönninger Schloss abreißen.

### Aufschwung durch den Eider-Kanal, Blüte während der Kontinentalsperre

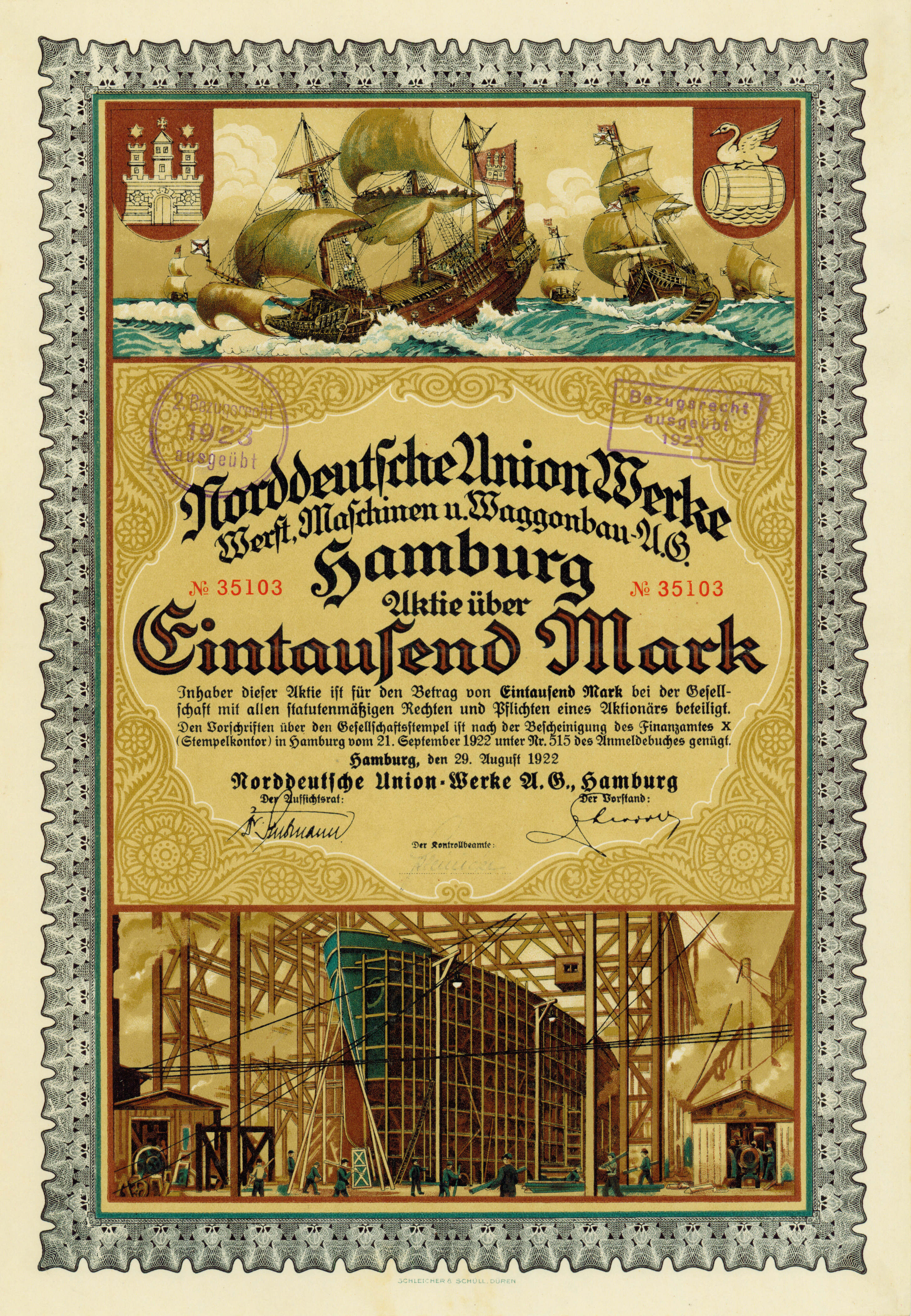
Aktie über 1000 Mark der Norddeutschen Union-Werke vom 29. August 1922

Zum Hafen und der Schifffahrt gehören Werften oder Lastadien, wie sie zu dieser Zeit auch genannt wurden. H. Dreyer baute ab 1740 in Tönning Holzschiffe, die bis vor kurzem noch als Dawartz Schiffswerft Bestand hatte. J. Lexow gründete 1801 eine kleine Werft, die allerdings als Folge der Napoleonischen Kriege 1806 geschlossen wurde. Die von Schömer & Jensen 1890 gegründete Werft wurde 1904 als Eiderwerft weitergeführt, und hier entstanden bis 1909 über 90 Neubauten für Reeder aus Tönning, Husum und Hamburg sowie für Behörden. Ab 1916 wurden unter dem Namen Tönninger Schiffswerft & Maschinenfabrik und als Werk der Werftgruppe Norddeutsche Union Werke weitere 20 Schiffe und zwei Schwimmdocks abgeliefert. 1923 wurde die Werft geschlossen und 1927 abgerissen. 1905 wurde von Hermann Fack, der aus der Schiffbauerfamilie Fack in Itzehoe stammte, in Tönning eine Werft gegründet. Bis 1910 wurden hier Ewer, Galeassen, Leichter und Fischkutter gebaut und an Reeder in Schleswig-Holstein abgeliefert.

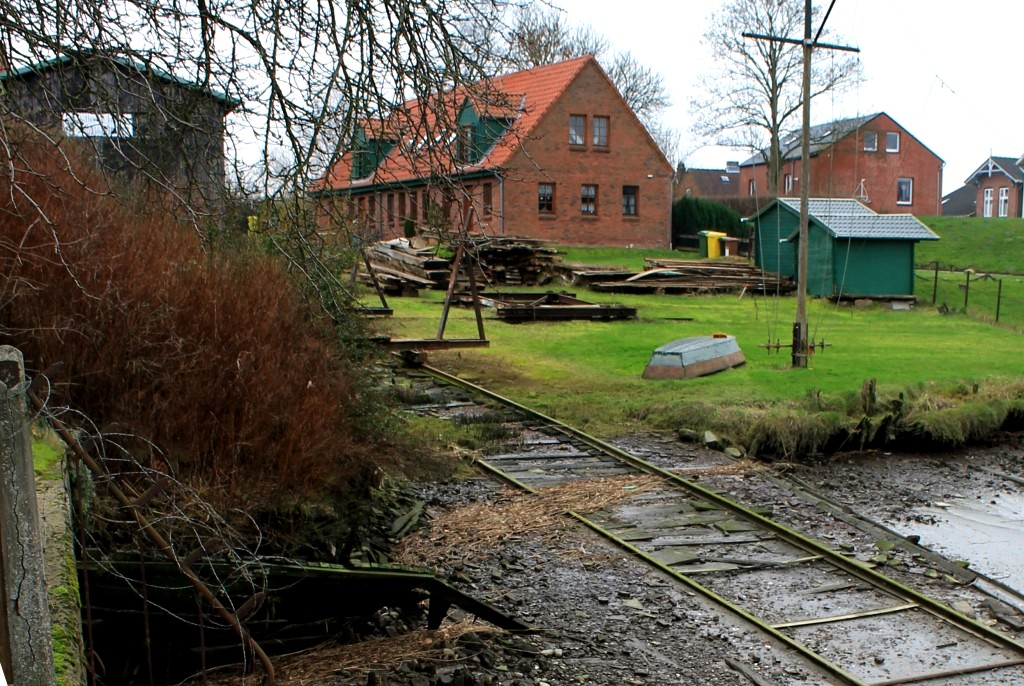
Blick auf die Slipanlage der Dawartz Schiffswerft im alten Hafen

Ein ehemaliger Speicher, das denkmalgeschützte große Packhaus aus dem Jahr 1783, erinnert an die Zeit des Eider-Kanals, der am 18. Oktober 1784 mit einer Probefahrt des Seglers Rendsburg eröffnet wurde. Der zwischen Rendsburg und Kiel gebaute Kanal verband über die Eider erstmals die Nordsee mit der Ostsee über eine Verbindung, die für Seeschiffe passierbar war. Tönning als ein Binnenhafen vor der offenen Nordsee profitierte durch Schiffe, die hier anlegten und sich für die weitere Fahrt durch die Nordsee oder durch den Kanal und die Ostsee ausrüsteten. Unmittelbar im Anschluss an den Kanalbau entstanden eine Lohgerberei, eine Reepschlägerei, Stärkefabriken, zwei Brauereien und eine Ziegelei. Die Tönninger Händler selbst besaßen zwar keine Schiffe, waren aber erfolgreiche Schiffsaufkäufer und -makler.
Eine kurze Blüte erlebte die Stadt während der Elbblockade durch die Briten und der folgenden Kontinentalsperre Napoleons. Tönning lag im neutralen Dänemark und war dadurch nicht von der Kontinentalsperre betroffen. Zwischen 1803 und 1807 landete der gesamte für Hamburg bestimmte Verkehr in Tönning, von wo ihn die Kaufleute über Land weitertransportierten. Ab 1805 nutzte auch die Niederländische Ostindien-Kompanie den Kanal und den Hafen für ihre Transporte nach Kopenhagen und in den Ostseeraum. Die Stadt selbst musste sich erst auf diesen Ansturm vorbereiten. Philipp Andreas Nemnich beschrieb die Stadt 1805: „Es fehlte an allem. Große Kosten wollte man für einen mutmaßlichen Augenblick nicht verwenden. Die Empfänger der Güter in Hamburg schrien laut über die Unordnung, Verwahrlosung und Verderb der Waren, Veruntreuung und Verschlimmbesserung des Transportes.“ Die Einwohnerzahl in Tönning verdreifachte sich in dieser Zeit.
1818 errichteten private Investoren eine Badeanstalt an der Eider. Es handelte sich um den ersten Versuch, den beginnenden Trend auch an der schleswig-holsteinischen Westküste zu importieren. Doch dem Bad war wegen „des abschüssigen und schlickigen Ufers der Eider“ kein Erfolg beschieden.
Ein neuerlicher Aufschwung ergab sich 1854 mit dem Bau der Bahnstrecke Flensburg–Tönning, auf der Vieh zur Verladung nach England antransportiert und englische Kohle in Gegenrichtung mitgenommen wurde. Nach kurzzeitigen Einbrüchen endete im Jahr 1886 der Viehexport wegen der Maul- und Klauenseuche endgültig.
Handelsherren aus ganz Europa kamen nach Tönning; der Hafen wurde für wenige Jahre einer der wichtigsten Häfen an der kontinentaleuropäischen Nordseeküste. Das Packhaus, das zusammen mit dem Eiderkanal entstand, beherbergt heute unter anderem die umfangreiche historische Sammlung der Gesellschaft für Tönninger Stadtgeschichte. 1867 wurde in Tönning ein Amtsgericht errichtet, das bis 1974 bestand.

Der alte Hafen heute
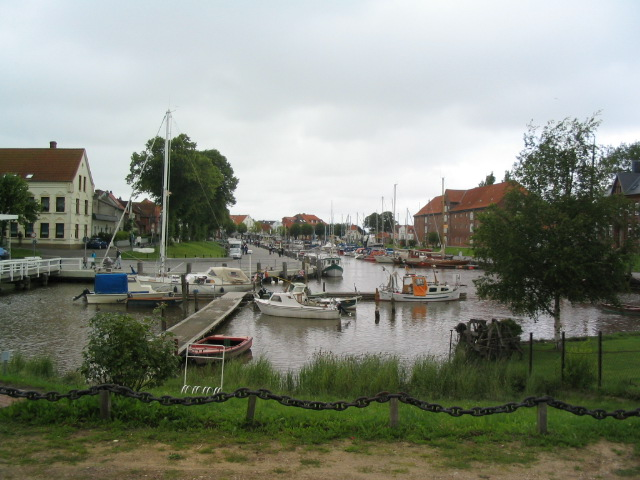
Der historische Hafen bei Hochwasser von Südwesten gesehen
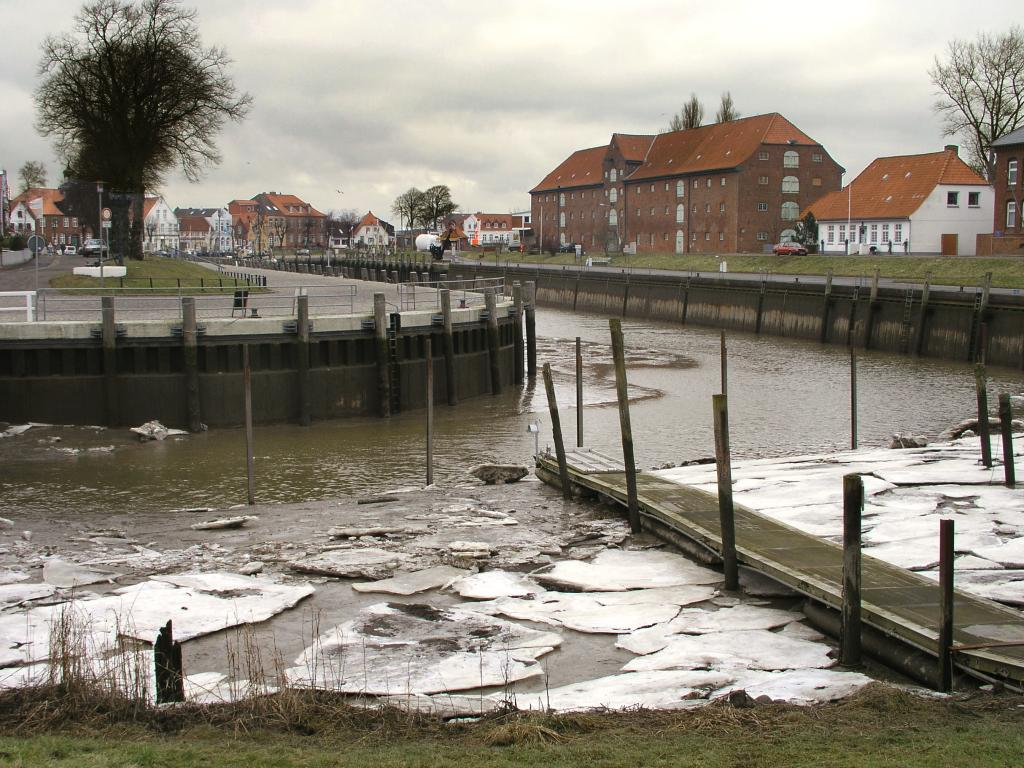
… und bei Niedrigwasser
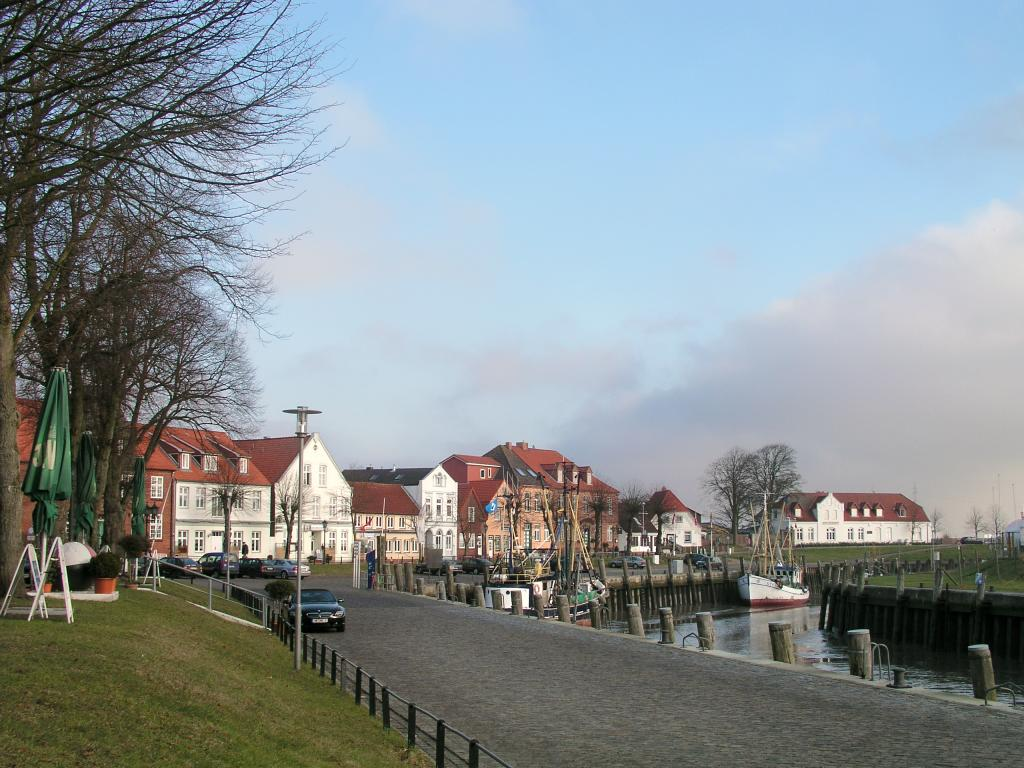
Blick zum Nordkai des alten Hafens
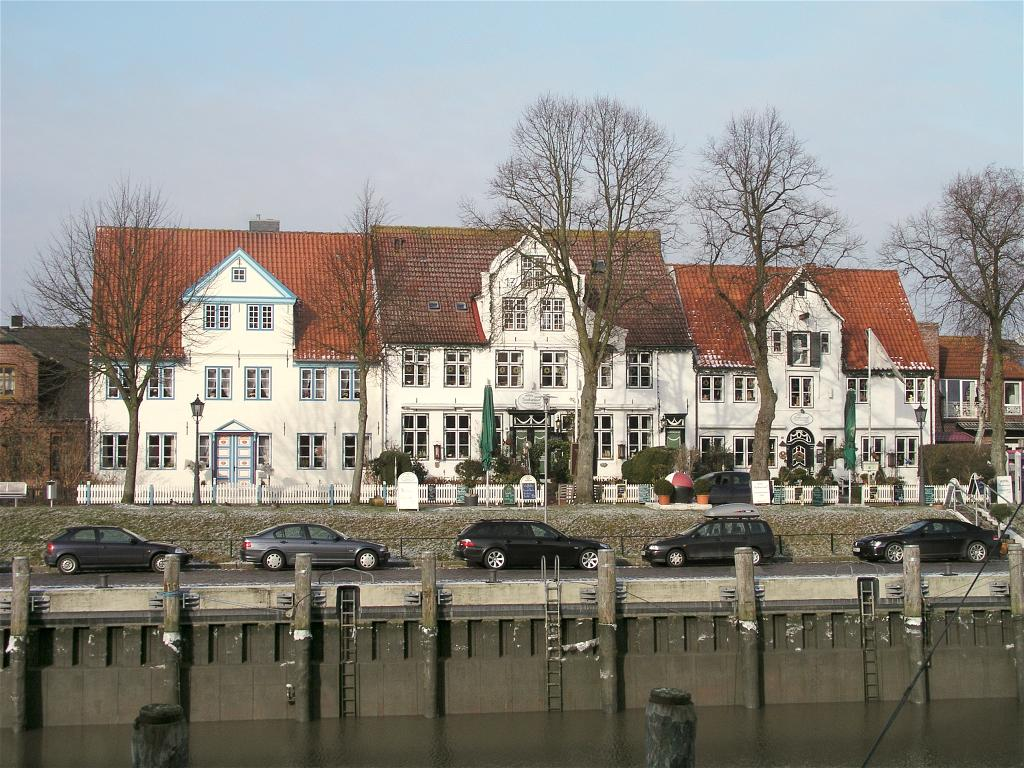
Häuserzeile am Nordwestkai vom Ende des 18. Jahrhunderts
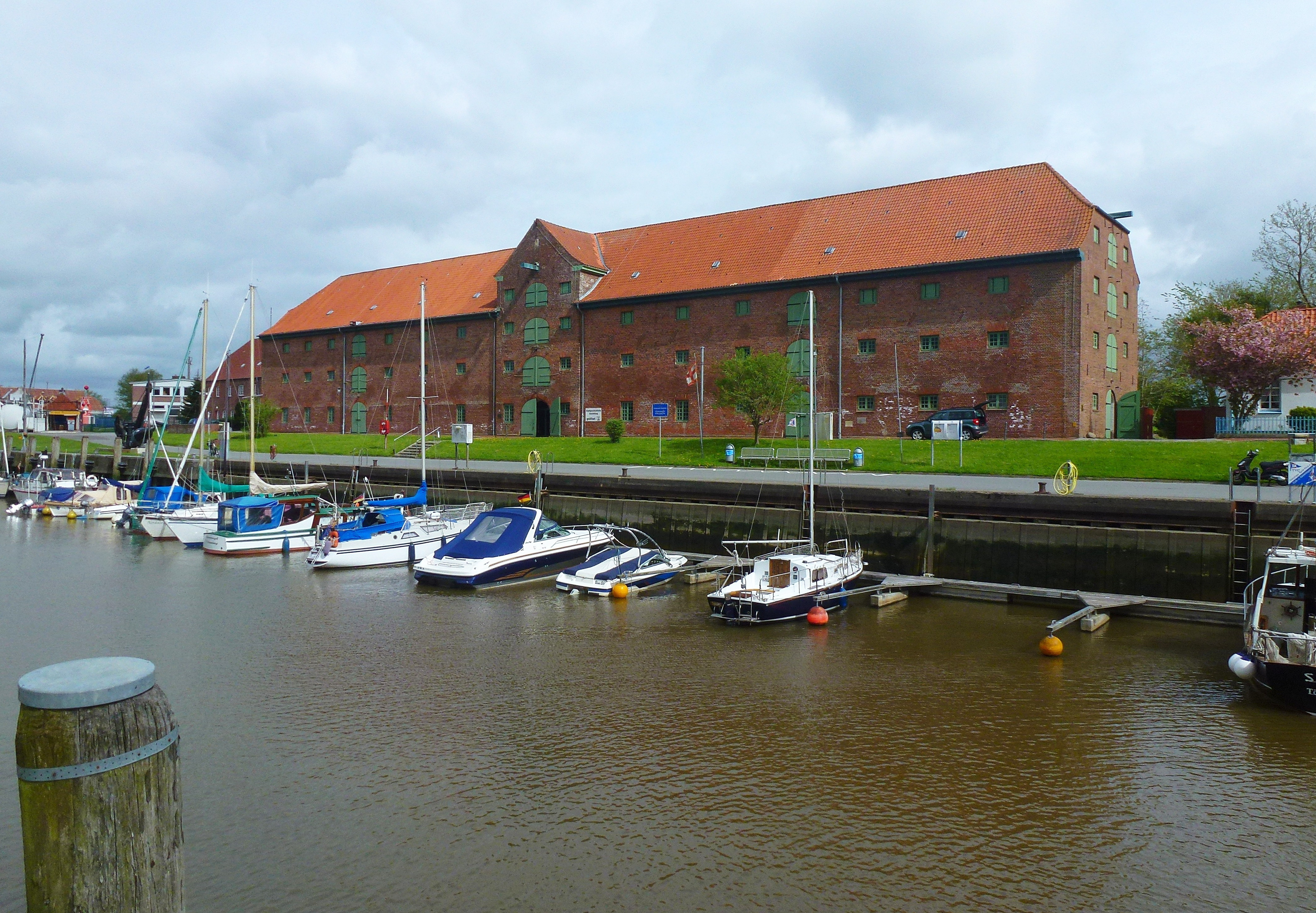
Das große Packhaus von 1783 erinnert an die Zeit des Eiderkanals.
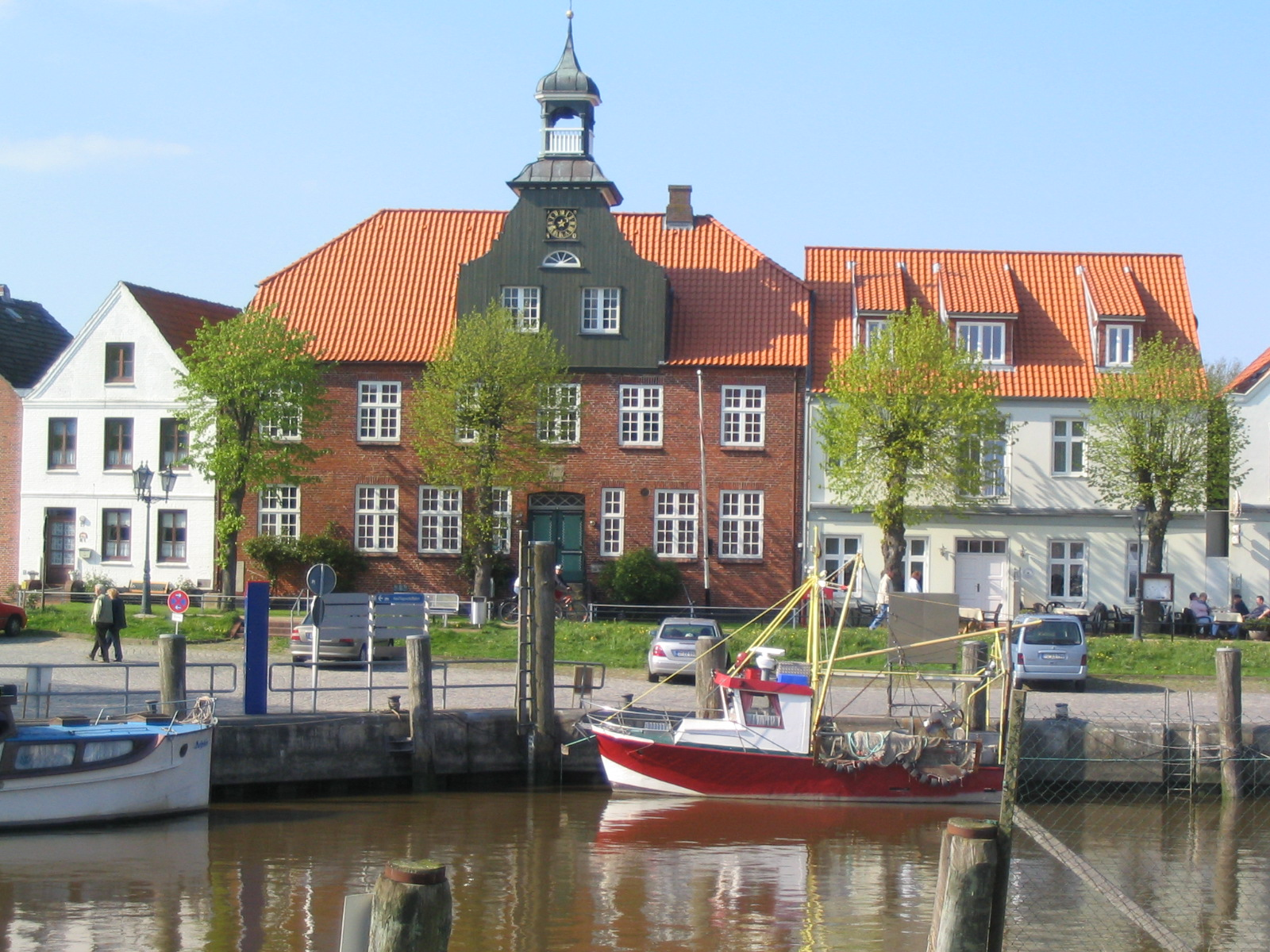
Das Schifferhaus von 1625 ist heute ein Schullandheim und Versammlungshaus des Südschleswigschen Vereins.
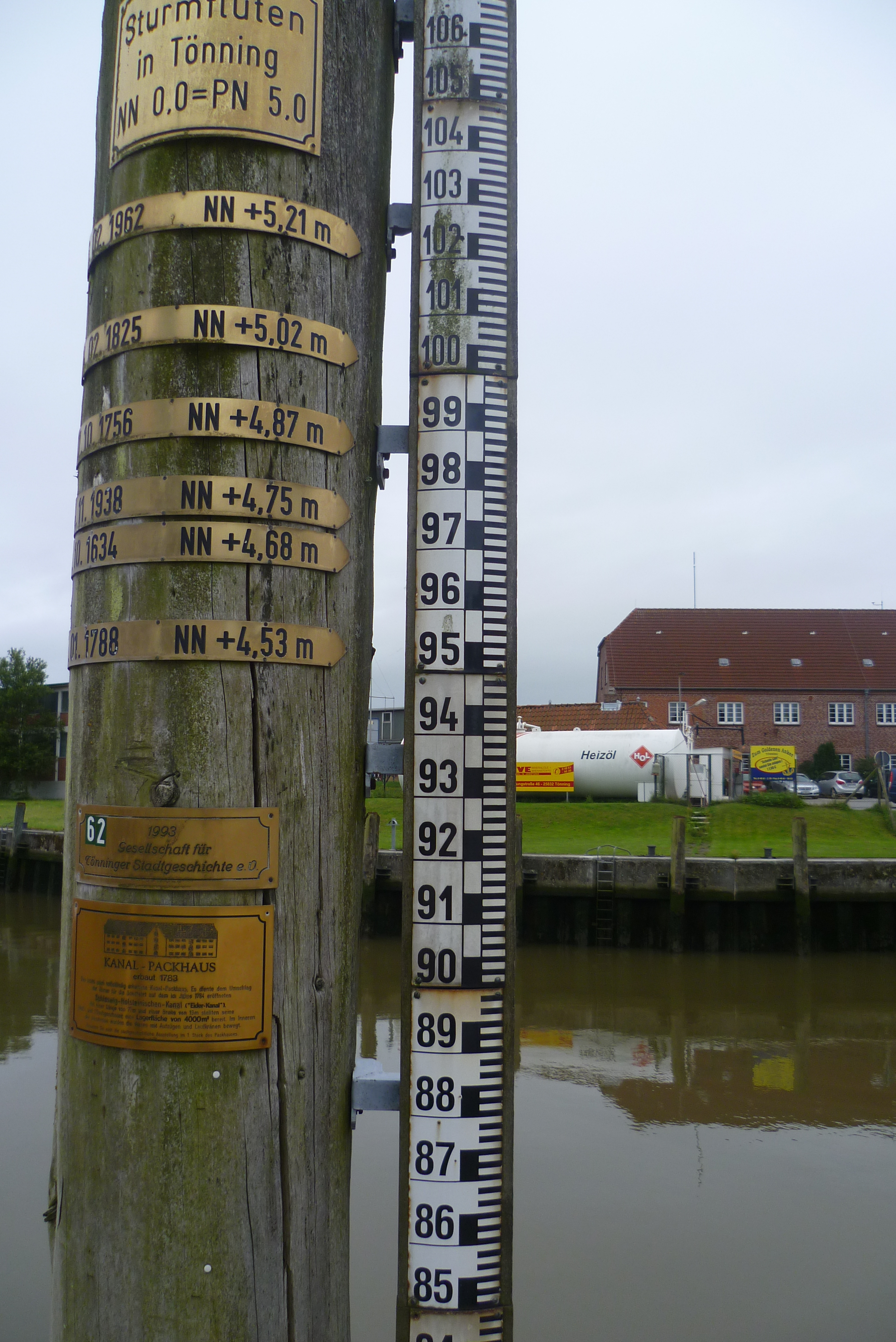
Der Pegel am Alten Hafen von Tönning zeigt den Wasserstand diverser Sturmfluten.
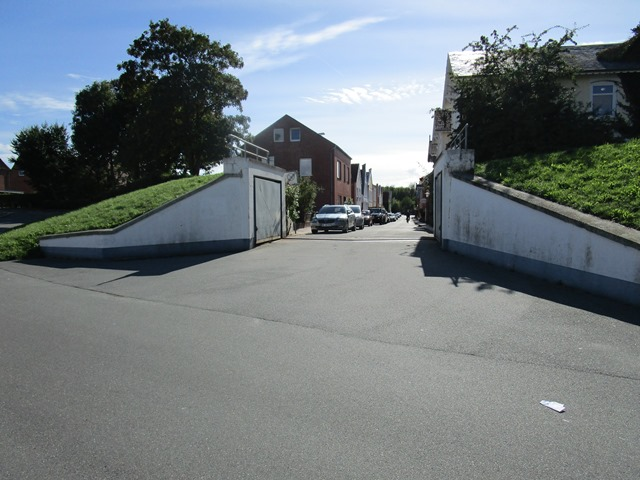
Eine Stöpe (Deichdurchlass) am Hafen

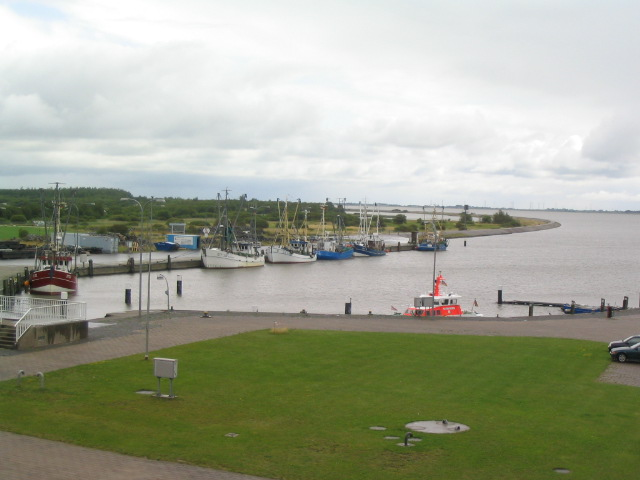
Neuer Hafen am Eidersperrwerk, knapp 10 Kilometer von der Innenstadt entfernt, aber noch auf Tönninger Stadtgebiet

### Zurück an die Peripherie: nach dem Nord-Ostsee-Kanal
Tönnings Stellung als wichtiger Durchgangshafen endete, als 1895 der Kaiser-Wilhelm-Kanal (heute: Nord-Ostsee-Kanal) eröffnet wurde, der die Schiffe über die südlicher gelegene Elbe und nicht mehr über die Eider in die Nordsee führte.
Mit der Mobilmachung zum Ersten Weltkrieg wurde Tönning ein Militärstützpunkt zur Überwachung des Nordseeraums.
Mit der Fertigstellung des Eidersperrwerks 1972 verlor der historische Hafen Tönning seine Bedeutung als Fischereihafen, da fast alle Fisch- und Krabbenkutter dorthin verlegt wurden. Der dortige Fischereihafen befindet sich aber auch auf Tönninger Stadtgebiet. Während die Rolle des Stadthafens immer mehr zurückging, etablierte sich der Tourismus als neues ökonomisches Standbein der Stadt.

### Eingemeindungen
Am 1. Januar 1974 wurden die damaligen Gemeinden Kating und Kirchspiel Tönning eingegliedert.
Eingemeindete Dörfer:
- Kating
- Katingsiel
- Olversum
- Groß Olversum

## Politik
Seit dem 1. Januar 2010 bildet Tönning eine Verwaltungsgemeinschaft mit dem Amt Eiderstedt, das die Verwaltungsgeschäfte teilweise für die Stadt durchführt.

### Stadtvertretung
|         | CDU | SPD | SSW | AWT* | Gesamt   |
| 2023*** | 3   | 3   | 5   | 6    | 17 Sitze |
| 2018**  | 5   | 5   | 3   | 4    | 17 Sitze |
| 2013    | 5   | 5   | 4   | 3    | 17 Sitze |
| 2008    | 7   | 5   | 4   | 4    | 20 Sitze |

* Allgemeine Wählergemeinschaft Tönning    ** Kommunalwahl am 6. Mai 2018 *** Kommunalwahl am 14. Mai 2023
Durch den Rückgang der Einwohnerzahlen waren seit der Wahl 2013 nur noch 17 Ratssitze zu vergeben.
Seit Dezember 2014 ist Jan Dieckmann (SPD) Bürgervorsteher der Stadt Tönning.

### Bürgermeister
Bürgermeisterin von Tönning ist Dorothe Klömmer. Bei der Wahl vom 8. November 2020 wurde sie mit 51,6 % der Stimmen wiedergewählt.
- 1590: Peter Keen
- ab 1590: Johann Gerritz
- ab 1615: Gerrit Dircks
- ab 1619: Jochim Keens
- ab 1621: Johann Jansen
- 1633: Rudolf Lange
- ab 1633: Wilhelm Schomacker
- ab 1647: Hinrich Meldert
- ab 1650: Balzert Kostelitz
- ab 1652: Peter Jansen Becker
- ab 1654: Wilhelm Schomacker
- ab 1660: Dietrich Kistener
- 1678: Hinrich van Meldert
- ab 1678: Friedrich Gerbrandt Burgundien
- ab 1688: Claus Reyer
- ab 1694: Friedrich Jürgens
- ab 1697: Mummius Lüddens
- ab 1707: Jacob Siebink
- ab 1719: Adolf Thomsen
- ab 1721: Iven Jakobs
- ab 1722: August Friedrich Zelles
- ab 1725: Wilhelm Siebink
- ab 1733: Georg Wilhelm Mercatus
- ab 1738: Ernst Wulffhagen
- ab 1759: Peter Gerckens
- ab 1762: Jürgen Backens
- ab 1765: Johann Wolfhagen
- ab 1766: Hinrich Fock
- ab 1771: Thomas Sibbers
- ab 1772: Jacob August Sievertz
- ab 1777: Jürgen Jürgens
- ab 1788: Diedrich Bundies
- ab 1790: Hans Cordt Schmidt
- 1800–1807: Johann Andreas Lesser
- 1807–1821: Peter Thomsen
- 1822–1832: Friedrich August Adler
- 1833–1838: Hans Christian Detlef Müller
- 1839–1843: Friedrich Wolfhagen
- 1844–1847: Dähnhardt
- 1847–1850: Cramer
- 1850–1852: von Dubell
- 1852–1856: Johannsen
- 1856–1857: Helms
- 1857–1861: von Schöller
- 1862–1864: Goos
- 1864–1865: Ove Becker
- 1865–1867: Charteuser
- 1867–1868: Hansen
- 1868–1869: Scholz
- 1869–1898: David Samman
- 1899–1911: Erasmus Ehrich
- 1911–1914: Paul Steffen
- 1914–1921: Richard Brandenburg
- 1921–1926: Walter Schlimm
- 1926–1933: Heinrich Altmann
- 1934–1937: Herbert Meußer
- 1937–1945: Friedrich Gerlach
- 1945–1946: Anton Schömer
- 1946–1960: Heinrich Christensen
- 1960–1978: Rolf Pankuweit (CDU)
- 1978–1997: Gerhard Bittner
- 1997–2014: Frank Haß
- seit 2015: Dorothe Klömmer

### Wappen
Das Wappen wurde am 22. Oktober 1953 genehmigt.
Blasonierung: „In Rot auf blau-silbernen Wellen im Schildfuß schwimmend eine liegende goldene Tonne, auf der ein schwarzbewehrter silberner Schwan mit erhobenen Flügeln steht.“
Die Stadt besitzt ein auf historische Vorbilder zurückgehendes Wappen. Die Tonne soll wegen des sprachlichen Gleichklangs (Tonne und Tönning heißen beide auf Niederdeutsch „Tünn“) den Namen der Stadt volkstümlich ins Bild setzen. Das Wappen ist deshalb das klassische Beispiel eines „redenden“ Wahrzeichens. Die Wellen bezeichnen die Lage an der Eidermündung. Der Sage nach wurde Tönning an der Stelle gegründet, wo ein auf einer Tonne stehender Schwan an Land getrieben wurde. So erinnern Schwan und Tonne im Wappen an diesen Gründungsmythos. „Tunnighen“ wird 1187 erstmals erwähnt und entwickelte sich durch Schifffahrt, Handel und Fischerei zu einer gewissen Bedeutung. 1590 wurde der Ort zur Stadt erhoben. In diesem Zusammenhang entstand das große Stadtsiegel, das ein auf Wellen schwimmendes Schiff zeigte, dessen Mast von einem Schild mit zwei Löwen und einer Tonne überdeckt war: Die Schleswiger Löwen und das Eiderstedter Schiff, also Landesherr und Landschaft, grenzen den politischen Entscheidungsspielraum Tönnings, repräsentiert durch die Tonne, ein. Dieses Siegelbild, dem später die Wellen fehlten, wurde seit Mitte des 17. Jahrhunderts wohl hauptsächlich als Gerichtssiegel benutzt. Zugleich kam ein kleines Stadtsiegel in Gebrauch. Es zeigte ausschließlich eine aufrecht stehende Tonne. Vermutlich im 18. Jahrhundert trat ein drittes Siegelbild mit dem auf der Tonne stehenden Schwan hinzu. Dieses offenbar als das „eigentliche“ Tönninger Bildzeichen angesehene Figurenprogramm wurde um 1800 auf den Flaggen der Tönninger Schiffe geführt. Das große Schiffssiegel aus dem 16. Jahrhundert wurde im 19. Jahrhundert abgeschafft und das heute gültige Wappenbild als offizielles Wahrzeichen der Stadt anerkannt. Die amtliche Feststellung 1953 bestätigte diese Entscheidung.
Das Wappen wurde von dem Brunsbütteler Heraldiker Willy „Horsa“ Lippert gestaltet.

### Partnerstädte
Partnerstadt von Tönning war bis Ende 2006 Skærbæk Kommune in Dänemark. Nach einer Umstrukturierung der Verwaltungseinheiten in Dänemark wurde die Städtepartnerschaft aufgelöst.
- Im Oktober 2013 wurde eine neue Partnerschaft mit der französischen Stadt Lacanau geschlossen. Lacanau liegt im Département Gironde, etwa 45 Kilometer westlich von Bordeaux.
- Eine weitere Partnerschaft wurde im Dezember 2013 mit der dänischen Inselgemeinde Fanø geschlossen. Fanø ist die nördlichste der dänischen Wattenmeerinseln und liegt etwa 30 Kilometer nördlich von Sylt. Die Gemeinde ist hauptsächlich auf Tourismus ausgerichtet.

## Wirtschaft und Infrastruktur

### Verkehr

#### Eisenbahnverkehr

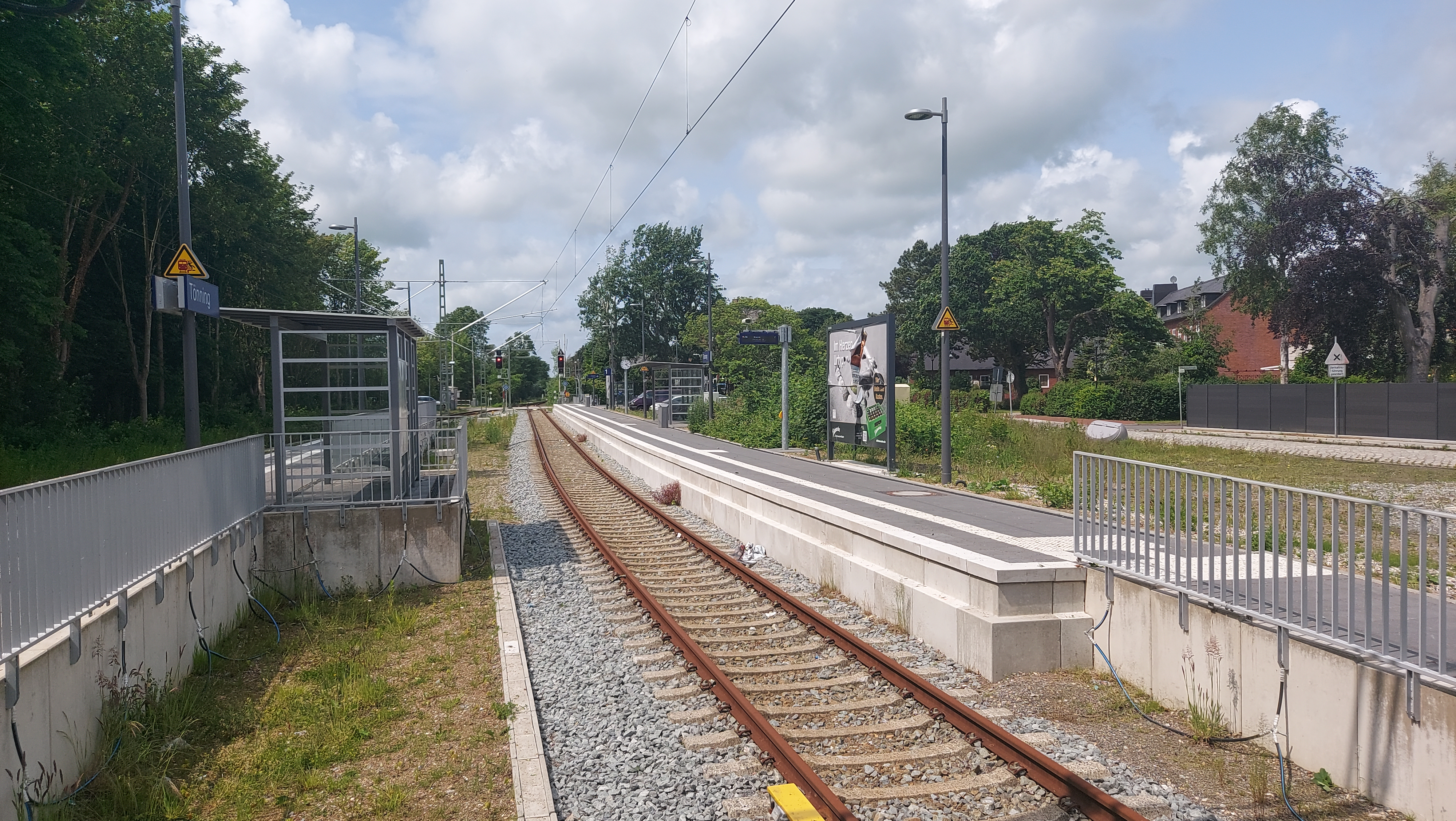
Bahnhof, 2025

Die Stadt ist über den Bahnhof Tönning an der Bahnstrecke Husum–Bad St. Peter-Ording an das deutsche Eisenbahnnetz angeschlossen. Auf der eingleisigen Strecke erfolgt ausschließlich Schienenpersonennahverkehr. Der Betrieb erfolgt seit Dezember 2023 durch die Nordbahn Eisenbahngesellschaft im Stundentakt. Innerhalb des Gemeindegebiets befindet sich auch als Bedarfshaltestelle der Haltepunkt Kating. Dieser liegt etwa 1–1,5 Kilometer nördlich der gleichnamigen Dorflage.
Vorgänger dieser Bahnstrecke war die vom englischen Baukonsortium Peto, Brassey and Betts unter Samuel Morton Peto gebaute Bahnstrecke Flensburg–Husum–Tönning. Ursprüngliches Ziel war es, Schlachtvieh aus dem seinerzeit dänischen Landesteil Schleswig nach England zu transportieren und von dort Kohle einzuführen. Nach der Annexion Schleswigs durch Preußen 1866 wurde die Strecke umgebaut, und seit dem Anschluss Husums an die Marschbahn hat sich ihre Funktion zu einer weitestgehenden Zubringerstrecke im öffentlichen Personennahverkehr gewandelt.

#### Individualverkehr
Die Bundesstraße 5 verläuft seit 1975 auf einer Klappbrücke über die Eider; sie verbindet Eiderstedt mit Dithmarschen. Seit dem Bau des Eidersperrwerks 1973 ist dieses die mündungsnächste Möglichkeit, die Eider zu überqueren; zuvor war es die Brücke bei Friedrichstadt.

### Hafenanlagen

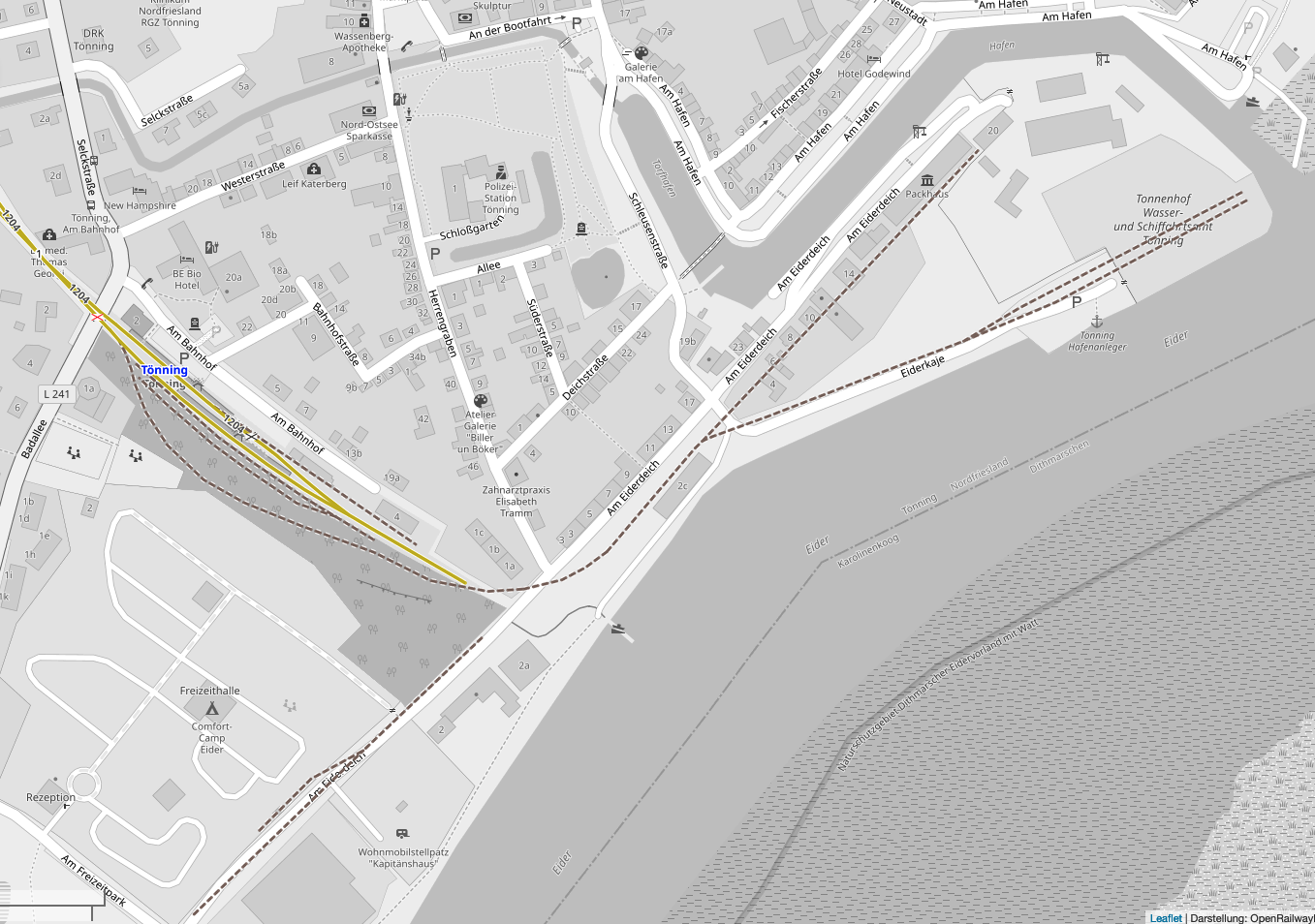
Gleisplan Bahnhof Tönning und Hafen

Gelegen an der Eidermündung, erhielt die Stadt bereits früh einen Hafen. Das historische Hafenbecken am Rande von Tönnings Innenstadt wurde schnell zur wirtschaftlichen Lebensader der Stadt und des Umlands. Es dient heute zumeist als Sportboot- und Freizeithafen. Der Hafen besaß eine Schienenanbindung, die westlich vom Bahnhof Tönning in südliche Richtung abzweigte und direkt in die östlichen Hafenanlagen führte. Über eine Kopffahrt führte ein weiteres Gleis in die westlich gelegenen Hafenanlagen. Bis zur Sanierung der Gleisanlagen 2023/24 war der  gekappte Abzweig zum Hafen vom Personenbahnhof noch zu sehen.
Die wirtschaftlich intensiver arbeitenden Betriebe sind mittlerweile an der Kaianlage Eiderkaje oder am Hafen außendeichs am Eidersperrwerk angesiedelt.

### Industrie, Handwerk, Handel und Gewerbe
In Tönning sind drei Industriebetriebe zur Herstellung von Pumpen- und Anlagentechnik, Verkehrssicherungsgeräten sowie Torantrieben und Schrankensystemen sowie 51 Handwerksbetriebe angesiedelt. 2013 waren in der Stadt 198 Handels- und Gewerbebetriebe, davon 65 Einzel- und 6 Großhandelsbetriebe und 43 Betriebe für den Bereich des Gaststätten- und Beherbergungsgewerbes ansässig.

### Fremdenverkehr

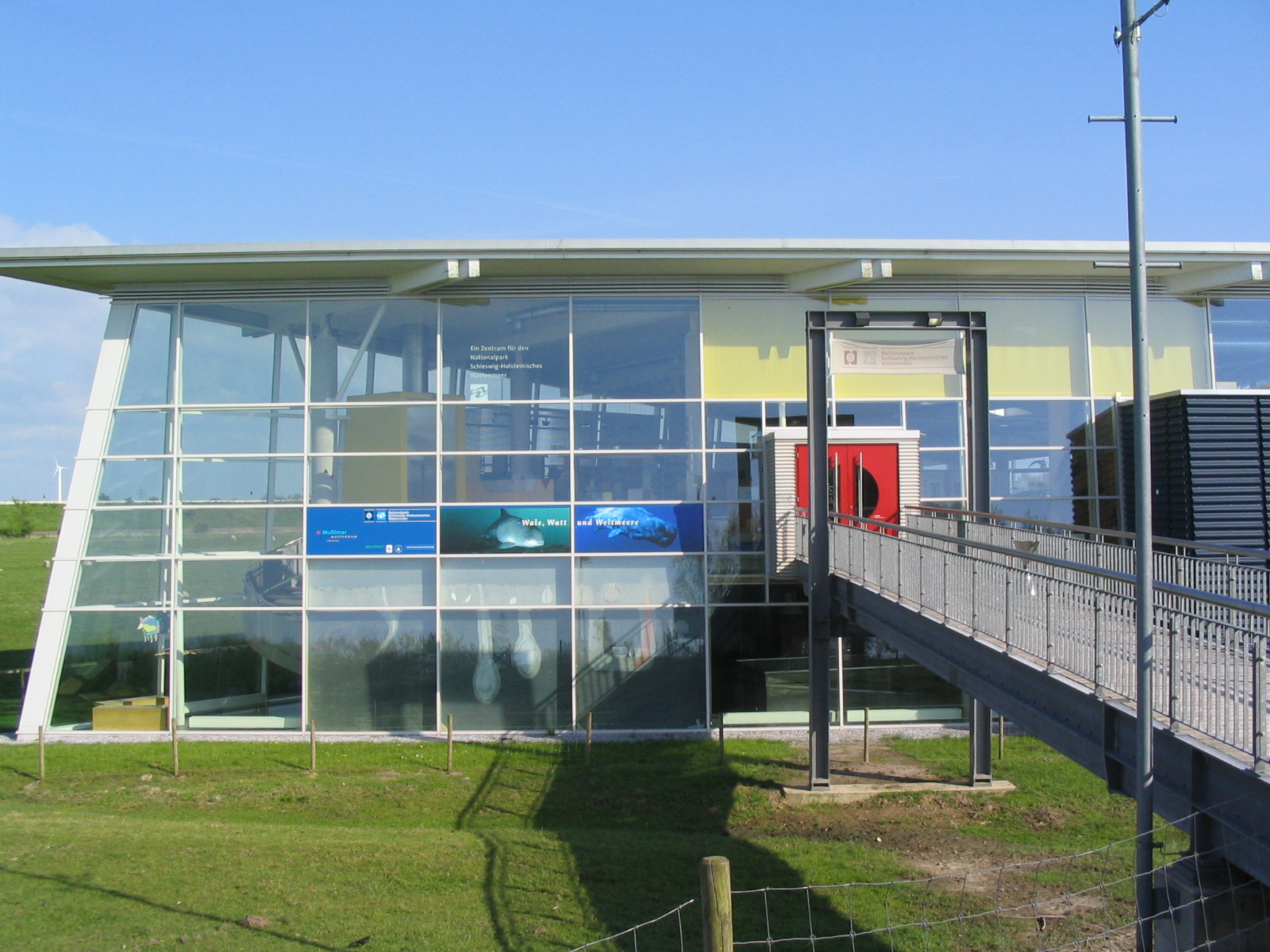
Eingang zum Multimar

Heute kommen Touristen vor allem wegen des malerischen Hafens. Nach wie vor ist der grüne Strand an der Eider ein öffentlicher Badestrand mit Strandkörben sowie einer Überwachung des Badebetriebes durch die Deutsche Lebens-Rettungs-Gesellschaft (DLRG). Das zur Expo 2000 eröffnete Multimar Wattforum ist die wichtigste Ausstellung zum Nationalpark Schleswig-Holsteinisches Wattenmeer. Tönning befindet sich auch an der Strecke des Themenradweges Wikinger-Friesen-Weg.

### Öffentliche Einrichtungen

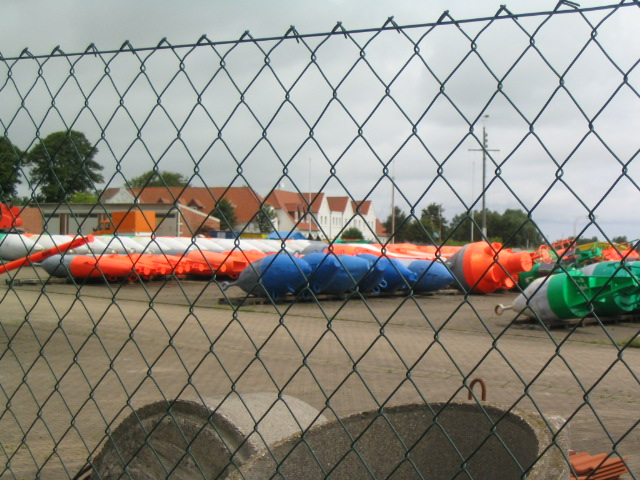
Tonnenhof des WSA Tönning

Tönning ist Sitz des ehemaligen Wasserstraßen- und Schifffahrtsamtes Tönning, welches Teil des  WSA Elbe-Nordsee wurde. Der Zuständigkeitsbereich des Dienstortes Tönning ist die schleswig-holsteinische Westküste von der dänischen Grenze bis zur Elbmündung, die Bundeswasserstraßen Sorge sowie die Eider die bis Rendsburg. Von Tönning aus werden die Leuchttürme des Amtsbezirkes gesteuert und gewartet und die Nordsee-Schifffahrtsstraßen mit entsprechend ausgerüsteten Seezeichen (Fahrwasser-Tonnen) betriebssicher gehalten und nachmarkiert; daher lagern am Hafen die vielen mehrfarbigen Seezeichen auf dem Betriebshof des Wasserstraßen- und Schifffahrtsamtes (WSA). 
Weiter ist Tönning Sitz des Nationalparkamts Schleswig-Holsteinisches Wattenmeer. Ebenso sitzt dort der Nationalparkservice, der juristisch selbstständig, aber eng in die Nationalparkverwaltung eingebunden ist.
Ende 2016 wurde das Klinikum in Tönning geschlossen.

### Bildung
In Tönning gibt es folgende allgemeinbildende Schulen:
- Schule am Ostertor (Grundschule mit Förderzentrumsteil), Hochsteg (169 Schüler in acht Klassen/12 FöZ-Betreute)
- Eider-Treene-Schule (Gemeinschaftsschule mit gymnasialer Oberstufe/mit Außenstelle in Friedrichstadt), Badallee (777 Schüler in 37 Klassen)
- Uffe-Schule (Grundschule mit Gemeinschaftsschulteil/Träger: Dänischer Schulverein), Herzog-Philipp-Allee (65 Schüler in vier Klassen)

Die Schülerzahlen stammen aus dem Schuljahr 2020/2021.

Ergänzt wird das Bildungsangebot durch die örtliche Volkshochschule sowie die Stadtbücherei Tönning. Tönning wird einmal im Monat auch vom Bücherbus der dänischen Bücherei angefahren.

## Kultur und Sehenswürdigkeiten
In der Liste der Kulturdenkmale in Tönning stehen die in der Denkmalliste des Landes Schleswig-Holstein eingetragenen Kulturdenkmale.

### Stadtbild und Bauwerke
Gelegen an der Eider, nahe deren Mündung in die Nordsee in der Nähe des Eidersperrwerks, verfügt die Stadt über einen Hafen, der bis zum Ende des 19. Jahrhunderts von großer Bedeutung war.

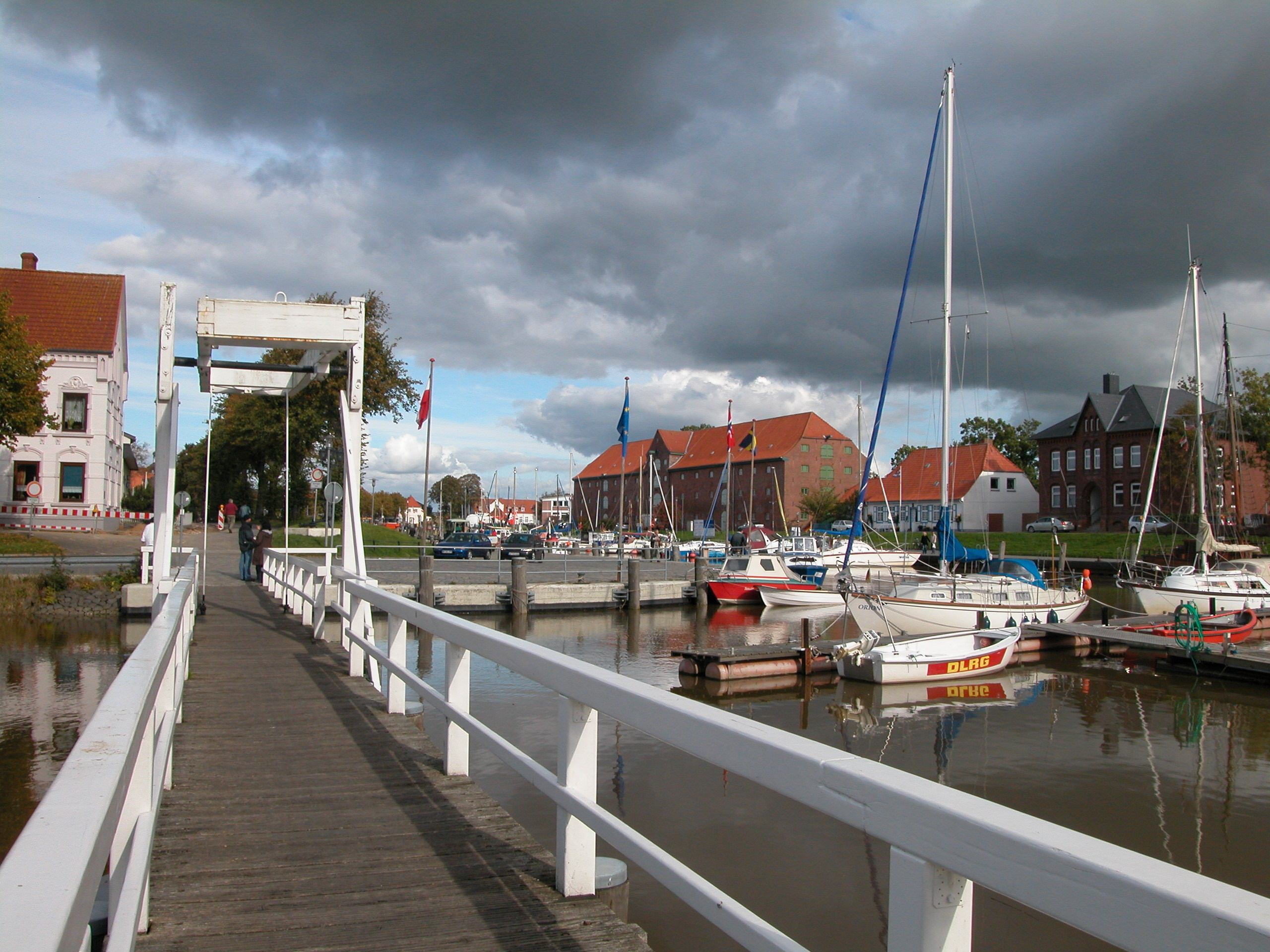
Tönning, Innenhafen

- Für das Stadtbild prägend ist der Hafen mit seiner historischen Bausubstanz.
- In der Altstadt finden sich noch Giebelhäuser aus dem 17. und 18. Jahrhundert, die niederländischen Einfluss zeigen.
- Am Marktplatz steht die evangelische St.-Laurentius-Kirche, deren Nordwand noch aus dem 12. Jahrhundert stammt. Die Barock-Turmspitze wurde von 1703 bis 1706 errichtet. Die 1703 von H. Röhlke geschnitzte Kanzel ist ein Geschenk der Familie des Malers Jürgen Ovens und zeigt diesen zusammen mit der Heiligen Familie auf dem Epitaph.
- Der Marktbrunnen ist einer der wenigen Kunstbrunnen in Schleswig-Holstein.
- Das Tönninger Schloss ist völlig zerstört, nur der Schlosspark ist erhalten.
- Zu ihrem 60. Geburtstag im Jahr 2016 schenkte der Runde Tisch Tönning, ein gemeinnütziger Verschönerungsverein, der Stadt die sogenannte Seehundstatue. Diese wurde am Hafen gegenüber dem Packhaus installiert und zeigt eine in Bronze gegossene Seehundsfamilie in Originalgröße.

Bauwerke und Ansichten in Tönning
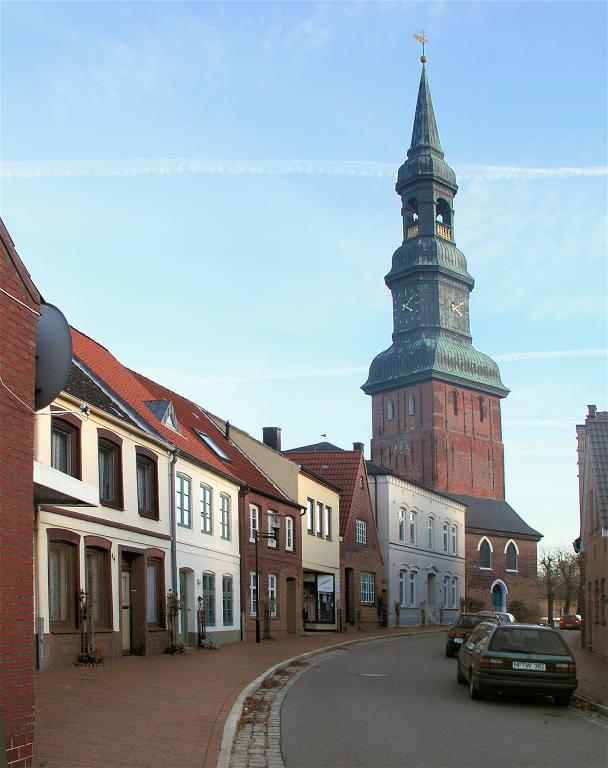
Blick auf St. Laurentius, von der Johann-Adolf-Straße aus gesehen
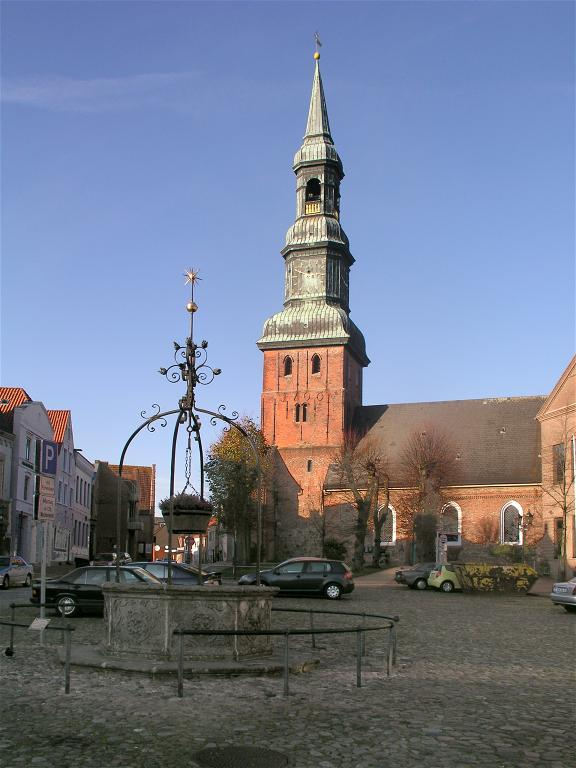
Der Markt
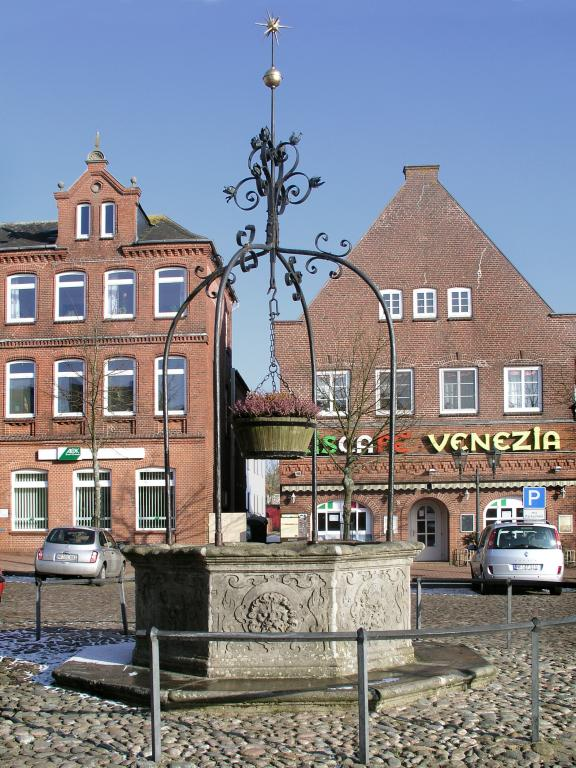
Der Brunnen von 1613 ist einer der wenigen Kunstbrunnen im Land.
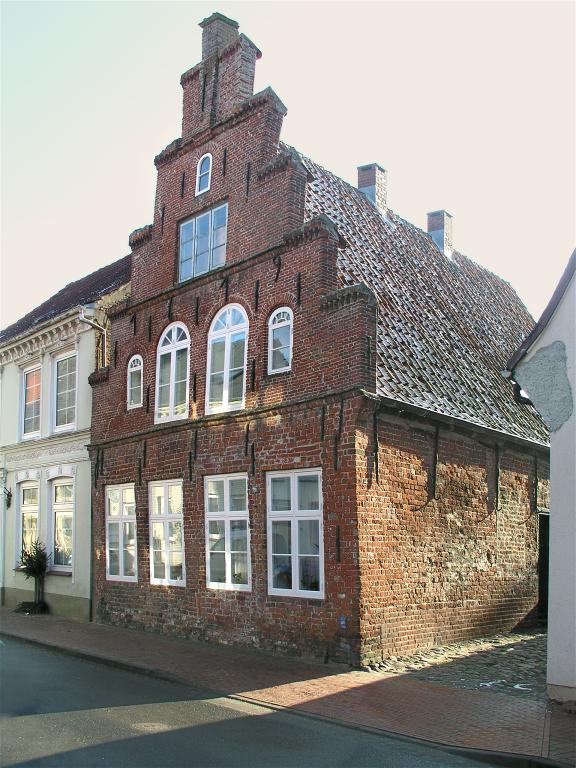
Das Backsteinhaus mit Stufengiebel von 1619 in der Neustadt
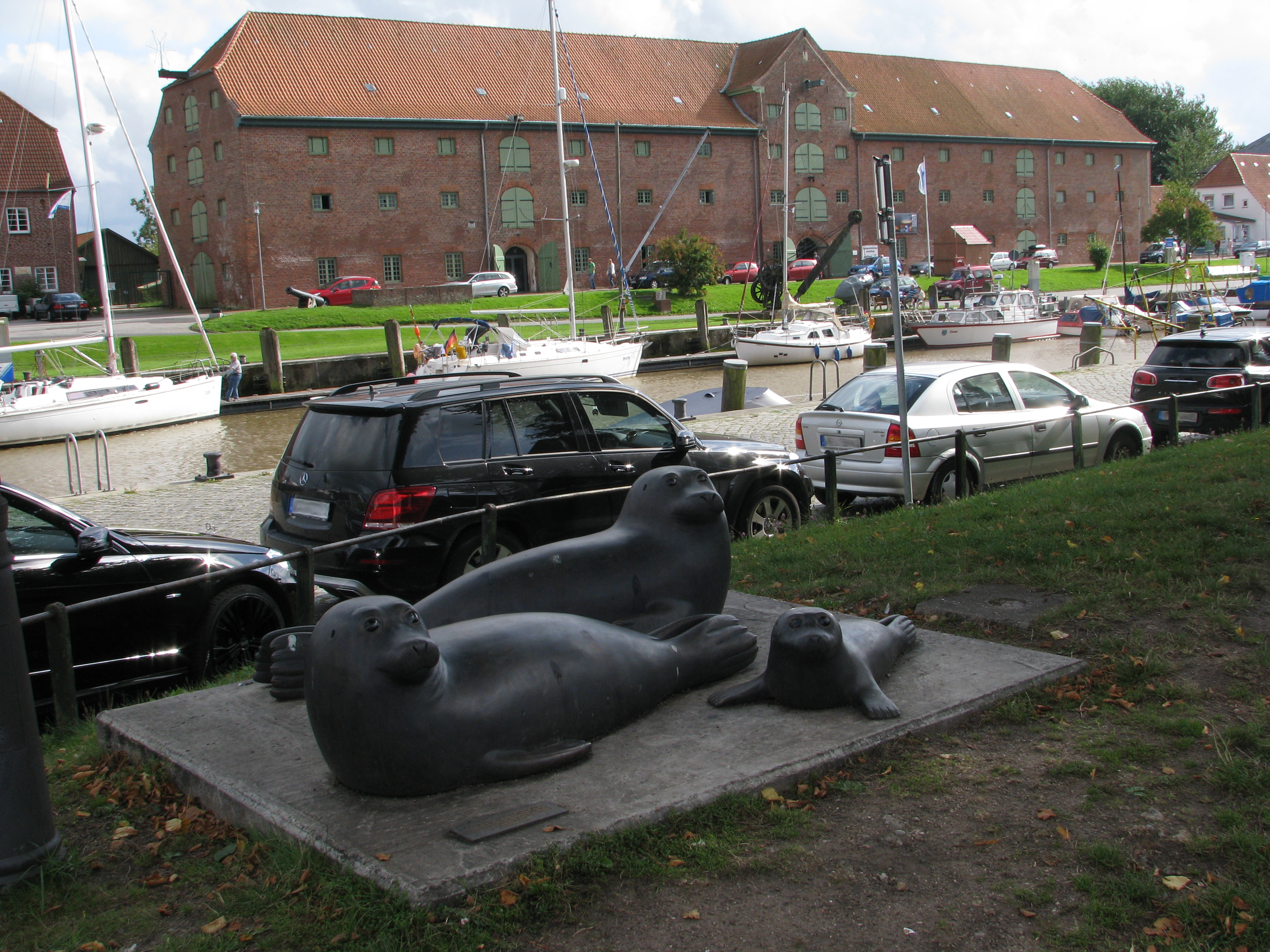
Seehundstatue von Ernst Paulduro und Ursula Krabbe-Paulduro
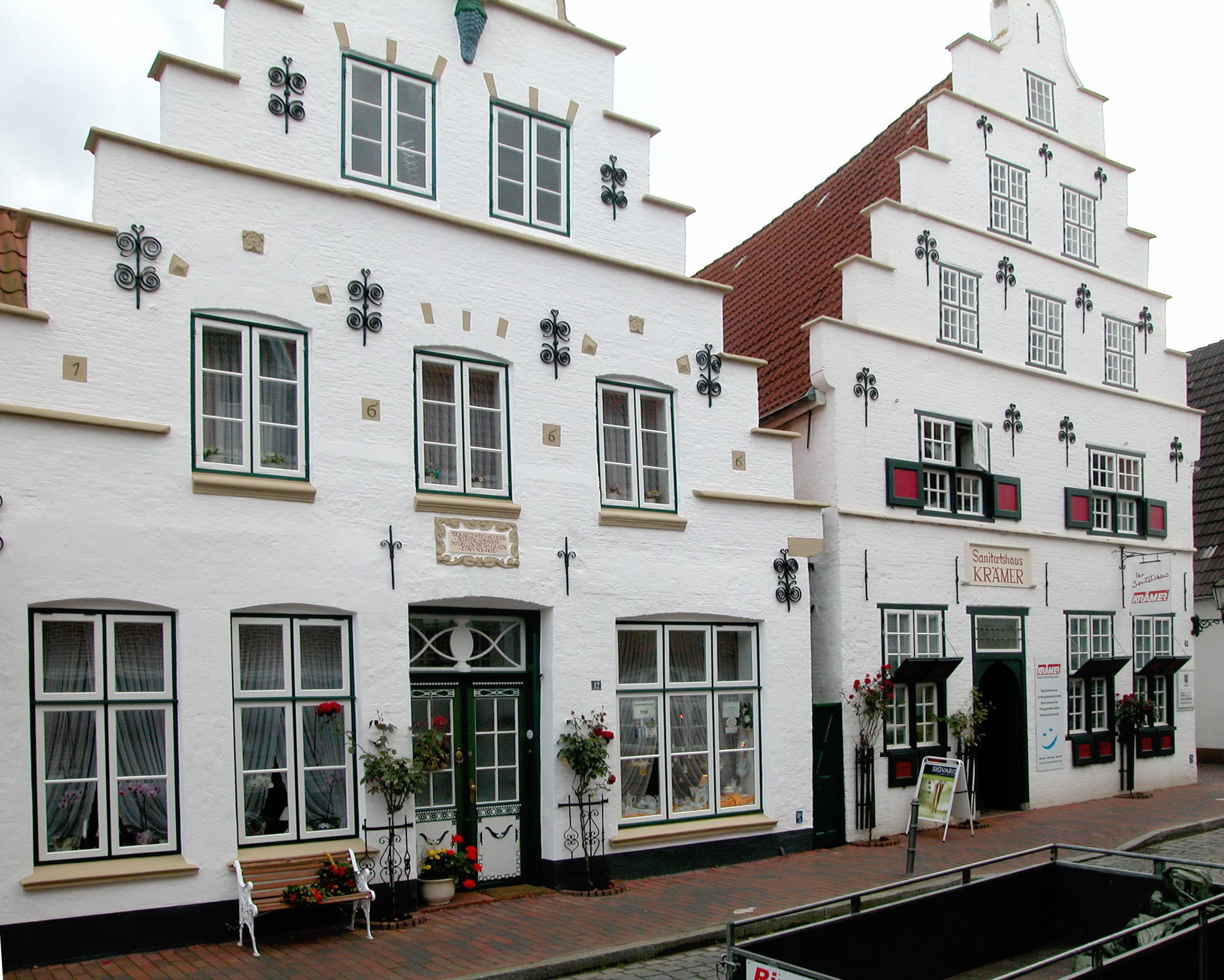
Die Stufengiebelhäuser von 1666 in der Neustraße zeigen niederländischen Einfluss.
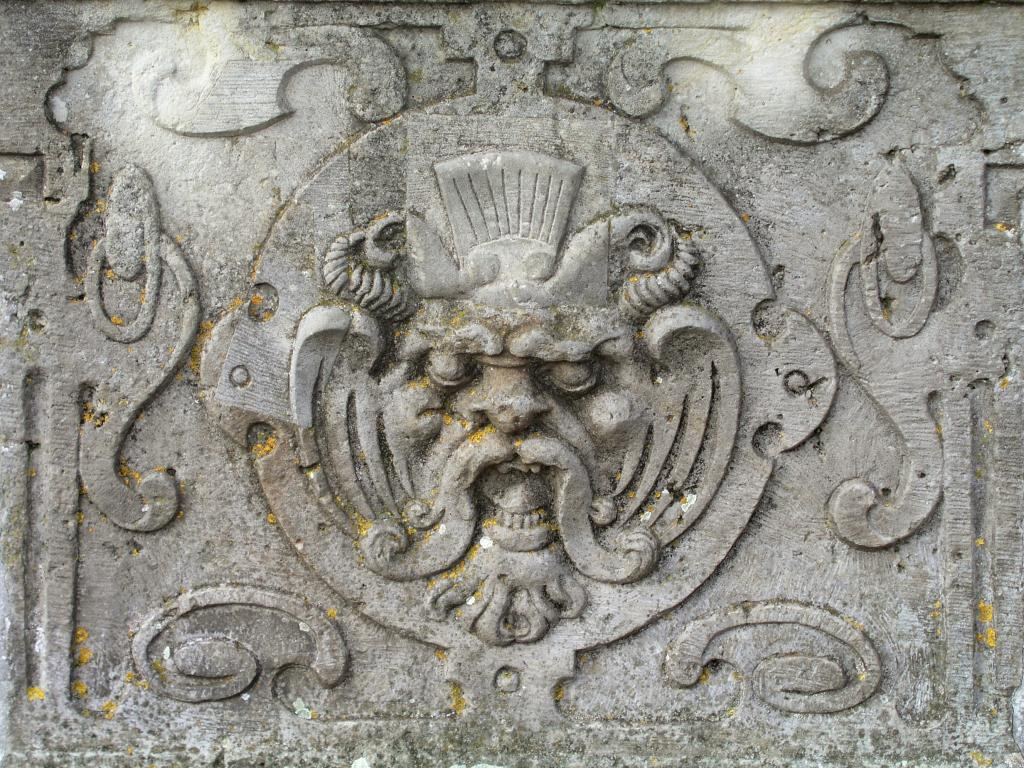
Die Brüstung des achtseitigen Brunnenbeckens aus Sandstein trägt Löwenkopfmasken.
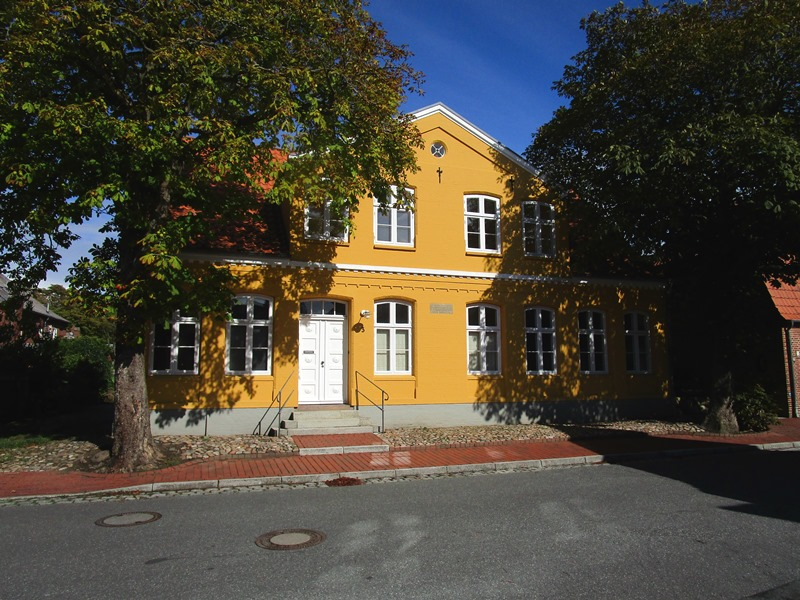
Das dänische Pastorat am Herrengraben
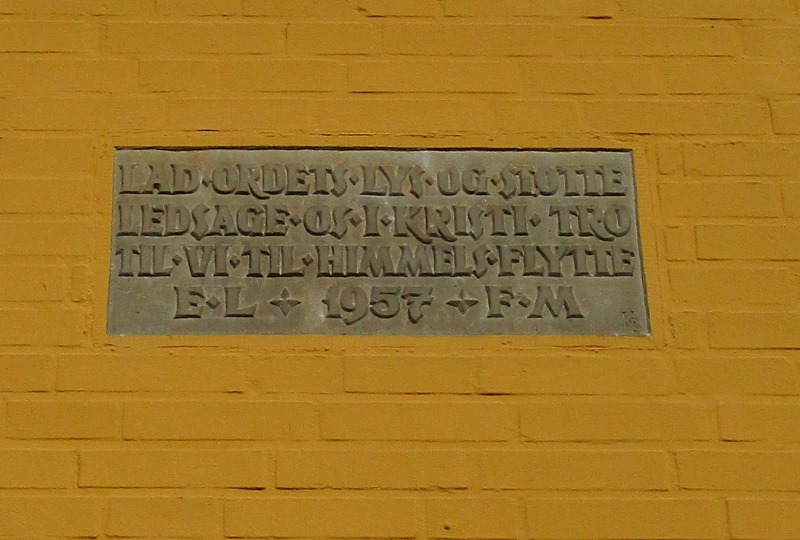
Inschrift am Pastorat

### Regelmäßige Veranstaltungen

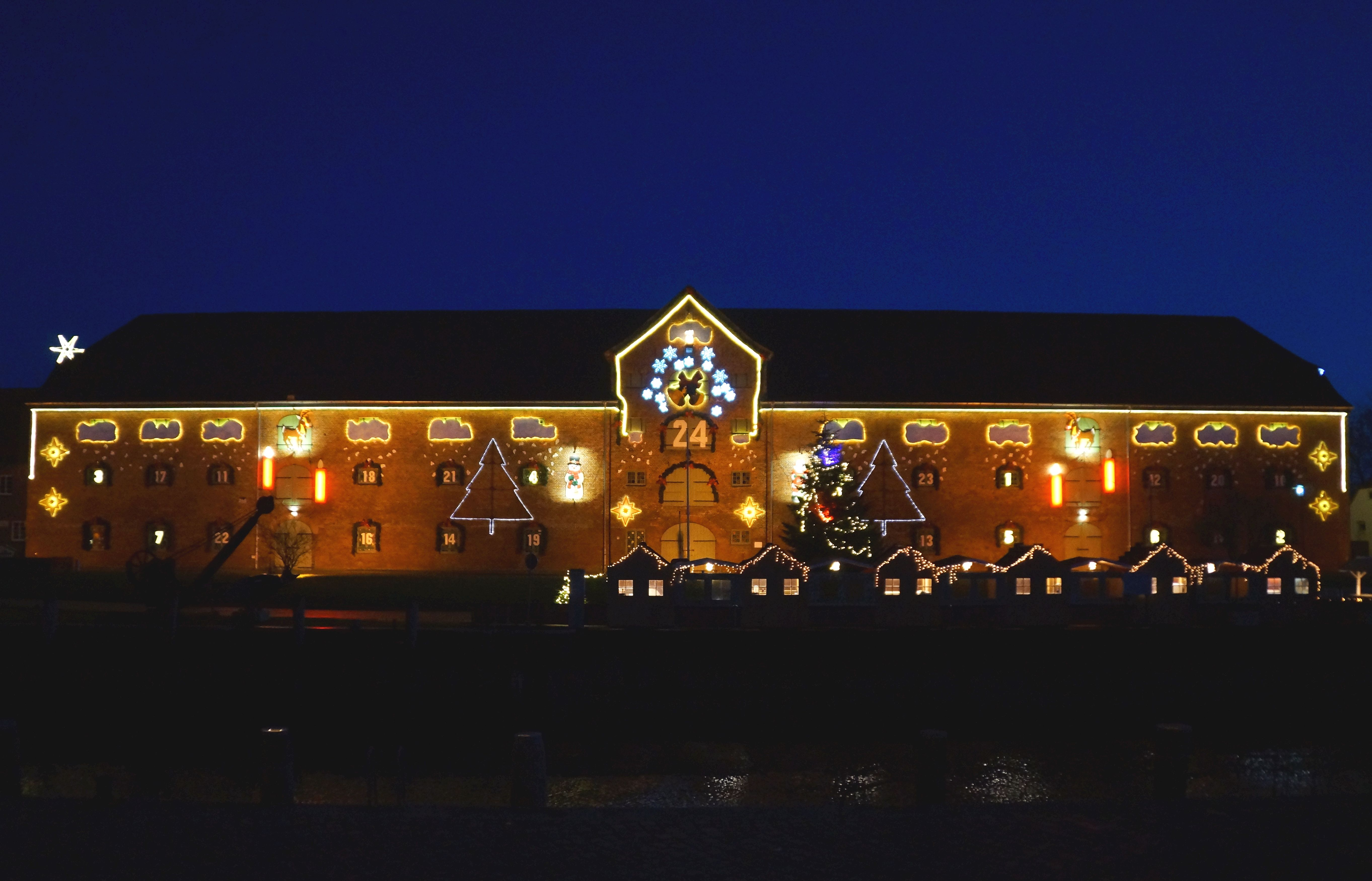
Adventskalender am alten Packhaus von Tönning

- Am zweiten Wochenende vor Ostern findet samstags und sonntags im historischen Packhaus am Hafen ein internationaler Ostereiermarkt statt.
- Am dritten Sonntag im August findet der traditionelle „Peermarkt“ (Pferdemarkt) im Schlosspark statt. Am Vorabend gibt es am Hafen ein Feuerwerk.
- Jedes Jahr findet an den Adventswochenenden im alten Packhaus am historischen Hafen ein Weihnachtsmarkt auf zwei Etagen statt. Die Fassade des Packhauses stellt über deren gesamte Höhe und auf eine Länge von 77,5 Metern seit 1997 in der ganzen Vorweihnachtszeit den längsten Adventskalender der Welt dar.[27]

### Sonstiges
Tönning bildete in den 1980er Jahren die Kulisse für die vierteilige Mini-Serie Pogo 1104 in der ARD. Die Komödie erzählt, wie drei junge Männer in Norddeutschland einen Piratensender auf einem Schiff, der Pogo, installieren und von der Nordsee aus betreiben.

## Persönlichkeiten

### Ehrenbürger
- Friedrich Wilhelm Selck (1821–1911), Kommerzienrat, Ehrenbürger seit 1899
- Friedrich von Esmarch (1823–1908), deutscher Arzt und der Begründer des zivilen Samariterwesens in Deutschland, Ehrenbürger seit 1897. An ihn erinnert ein Standbild im Schlosspark.
- Jacob Alberts (1860–1941), Halligmaler, Ehrenbürger seit 1931
- Paul Dölz (1887–1975), Ehrenbürger seit 1967

### Söhne und Töchter der Stadt
- Jürgen Ovens (1623–1678), Maler, Porträtist
- Caeso Gramm (1640–1673), Professor für Naturkunde und Griechisch an der Christian-Albrechts-Universität zu Kiel
- Johann Friedrich Alberti (1642–1710), Komponist, Organist
- Nicolaus Alardus (1683–1756), evangelisch-lutherischer Geistlicher
- Georg Christian von Wolff (1711–1784), Staatsmann und Kurator der Universität Kiel
- Friedrich Wolfhagen (1777–1846), Jurist und Bürgermeister von Tönning, Vater von Marie Norden
- Ove Wilhelm Michelsen (1800–1880), Konteradmiral und Minister
- Johannes Gaye (1804–1840), Kunsthistoriker
- Therese Louise Friederike Wolfhagen (1811–1890), Malerin
- Marie Norden (1812–1878), eigentlich Friederike Wolfhagen, Schriftstellerin
- Wilhelm Heinrich Koopmann (1814–1871), lutherischer Theologe, Bischof für Holstein
- Johann Hinrich Färber (1820–1888), Orgelbauer
- Friedrich von Esmarch (1823–1908), Chirurg
- Christian Wraa (1825–1895), schleswig-holsteinischer Marineoffizier und Hasardeur
- Karl Gustav Haase (1840–1908), deutscher Mediziner
- Carl Hasse (1841–1922), deutscher Mediziner, Anatom und Kunsthistoriker
- Lorenz Peters (1878–1959), Windjammer-Kapitän der Bremer Reederei F. A. Vinnen & Co. und Kap Hoornier
- Claus Hans (1900–1977), Politiker (NSDAP)
- Kurt Thomas (1904–1973), Komponist, Musikpädagoge und Chorleiter
- Uwe Grau (* 1934), Psychologe und Hochschullehrer
- Klaus Dürkop (1940–2024), Umweltschützer
- Jürgen Gosch (* 1941), Unternehmer
- Ernst-Erich Stender (* 1944), Kirchenmusikdirektor und Organist
- Wilfried Müller (* 1945), Erziehungs- und Sozialwissenschaftler, Universitätsrektor
- Thomas Bein (* 1954), Chemiker und Hochschullehrer
- Thomas Dahl (* 1964), Kirchenmusikdirektor und Organist
- Annette Klussmann-Kolb (* 1969), Biologin und Hochschullehrerin
- Katrine Hoop (* 1970), dänisch-deutsche Aktivistin und Autorin

### Mit Tönning verbunden
- Zacharias Hübener († 1649 od. 1650), Holz- und Steinbildhauer, starb in Tönning bei Auftrag am Tönninger Schloss.
- Hinrich Brarens (1751–1826), Kapitän, Lotseninspektor und Navigationslehrer, starb in Tönning. Er verfasste das erste deutschsprachige Lehrbuch der Schifffahrtskunde.
- Carl Friedrich Vollertsen (1792–1850), Gutsbesitzer und Abgeordneter, gefallen am 29. September 1850 in Tönning
- Ferdinand von Mueller (1825–1896), deutsch-australischer Botaniker und Geograph
- Toni Jensen (1891–1970), Politikerin (SPD), wuchs in Tönning auf.
- Dirk Römmer (* 1943), Pastor, Autor, Fernsehmoderator und Vorsitzender des Instituts für niederdeutsche Sprache, lebt in Tönning.